# Civilizaciones andinas

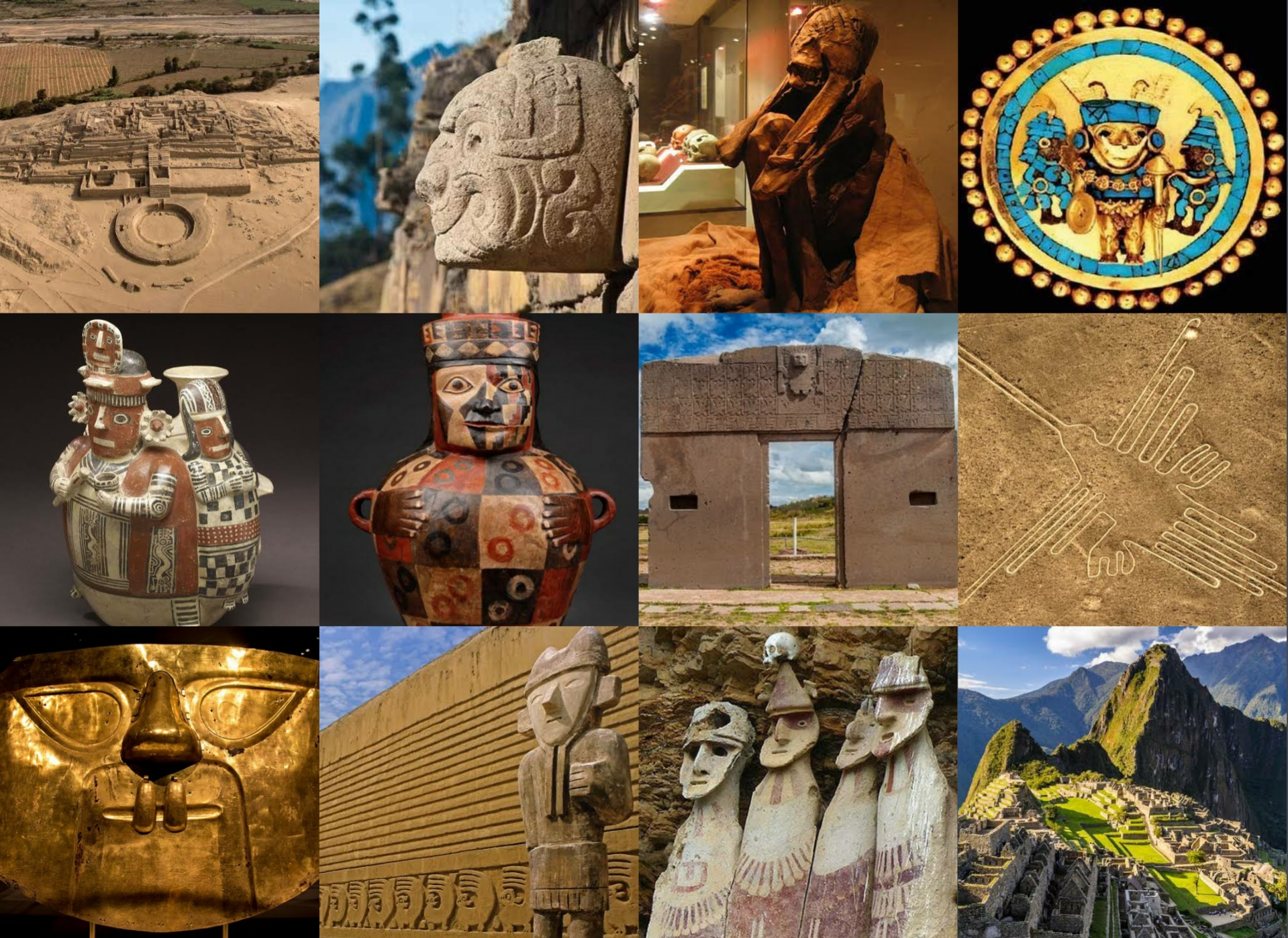
De izquierda a derecha: vista de la ciudad sagrada de Caral (la más antigua de América), cabeza clava (símbolo característico de la cultura chavín), momia de la cultura paracas, orejera mochica de oro con incrustaciones de piedras preciosas, cerámica de la cultura recuay, huaco huari, Puerta del Sol (perteneciente a la ciudad de Tiahuanaco), figura de colibrí en las líneas de Nazca, máscara de oro de la cultura sicán, la ciudadela chimú de Chan Chan (la más grande de adobe en América), sarcófagos de los chachapoyas y la vista de la ciudadela incaica de Machu Picchu (una de las siete maravillas del mundo moderno).

Las civilizaciones andinas, llamadas históricamente en su conjunto como Perú Antiguo o Antiguo Perú, fueron antiguas  sociedades complejas conformadas por diversos pueblos indígenas de Sudamérica que se desarrollaron en la zona occidental del continente, en los valles costeros e interandinos entre el océano Pacífico y la Amazonia. Esta región fue una cuna de la civilización, es decir, un espacio donde la sociedad compleja se originó de forma autónoma a otras, como Mesopotamia y Mesoamérica.  Este complejo cultural se extendió por regiones costeras y montañosas de los actuales países de Perú, Bolivia,  Ecuador y el norte de Chile, ejerciendo influencia en el noroeste argentino, y el suroeste de Colombia. La reconstrucción del pasado de estos pueblos se da principalmente mediante la arqueología debido a la carencia de relatos escritos previos a la época de la conquista española. Por ello, los constantes descubrimientos provocaron sucesivas remodelaciones de esta reconstrucción histórica.
Las primeras sociedades complejas conocidas hasta hoy de esta parte del mundo fueron Sechín Bajo y Caral en la costa central del actual Perú y Mayo Chinchipe Marañon el sureste del actual Ecuador. Todas ellas datadas en el IV milenio a. C. 
Durante el siglo XII a. C., la cultura de Chavín o Cupisnique se propagó por toda la costa y los andes centrales, dando paso tras su declive a diversos estilos regionales como los de las culturas Paracas, Vicús, Cajamarca, Moche, Recuay, Lima, Pucará, Nazca, Huarpa y Tiahuanaco. 
Hacia el siglo VII, la influencia de las culturas Nazca y Tiahuanaco sobre la Huarpa, sumada a desarrollos locales en la agricultura y riego, propiciaron el surgimiento de la cultura huari como un gran estado urbano y militarizado que expandió su dominio por gran parte de la región anteriormente influenciada por Chavín, salvo el sur tiahuanacota. A la caída de Huari y Tiahuanaco en el siglo X, el poder político se fragmenta en diversos señoríos con estilos culturales diversos. En esta época se desarrollaron los lambayeques, chimúes, chancay, ichma, maranga y chincha en la costa, a la par de chachapoyas, huamachucos, huancas, chancas, collas, lupacas, chiribayas e incas en las tierras altas. Alrededor de 1438, el inca Pachacuti  lidera la expansión del Imperio incaico hasta el sur de la actual Colombia y noroeste argentino. La larga sucesión cultural tiene un abrupto cambio con la Conquista española en el siglo XVI.
Algunos logros originales de las civilizaciones andinas se encuentran en el desarrollo de cultivos, canales de riego, astronomía, técnicas arquitectónicas, textiles, y contables.

## Entorno geográfico

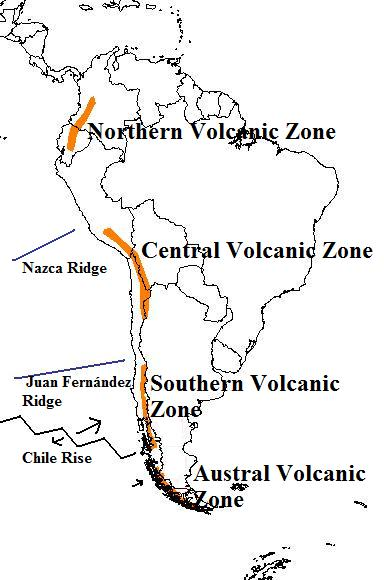
Zonas volcánicas de los Andes donde se desarrollaron culturas prehispánicas. En el norte, los señoríos étnicos de Ecuador, en el centro los reinos aimaras y los Incas, y en el sur las culturas precolombinas de Chile

La mayor parte de la costa peruana, pese a hallarse en el trópico, tiene características subtropicales: no llueve, el suelo es árido. El desierto formado en la costa es «cortado» por diferentes cursos de agua que forma valles estrechos, pero sumamente fértiles. Las sociedades de la costa aprovecharon esos ríos para crear redes de canales y así irrigar las planicies desérticas. La fría corriente del Perú y la fuerte radiación solar del trópico se combinan para crear condiciones ecológicas extraordinarias para la vida en el mar peruano, que es uno de los más ricos del mundo en especies. En algunas sociedades andinas la pesca fue una actividad tan importante como la agricultura.
Los marcados contrastes geográficos de los Andes centrales son a menudo extremos. Ello permitía que las diferentes sociedades andinas pudieran tener acceso a una gran variedad de productos agrícolas en espacios relativamente cercanos donde imperaban condiciones ecológicas distintas. Ello fomentó el intercambio permanente entre las regiones. Los Andes centrales albergan una región ecológica, conocida como puna, de altiplanicies muy secas. Los antiguos andinos utilizaban estas regiones para construir almacenes de comida conocidos como colcas, aprovechando el frío y la sequedad naturales. Los Andes septentrionales en cambio, cuentan con altiplanicies lluviosas conocidas como páramos.

## Antecedentes
Al respecto existen tres teorías: de Max Uhle (Teoría inmigracionista: difusionista), de Julio C. Tello y de Rafael Larco Hoyle (Teoría autoctonista: evolucionista), y de Federico Kauffmann Doig (Teoría aloctonista: difusionista).

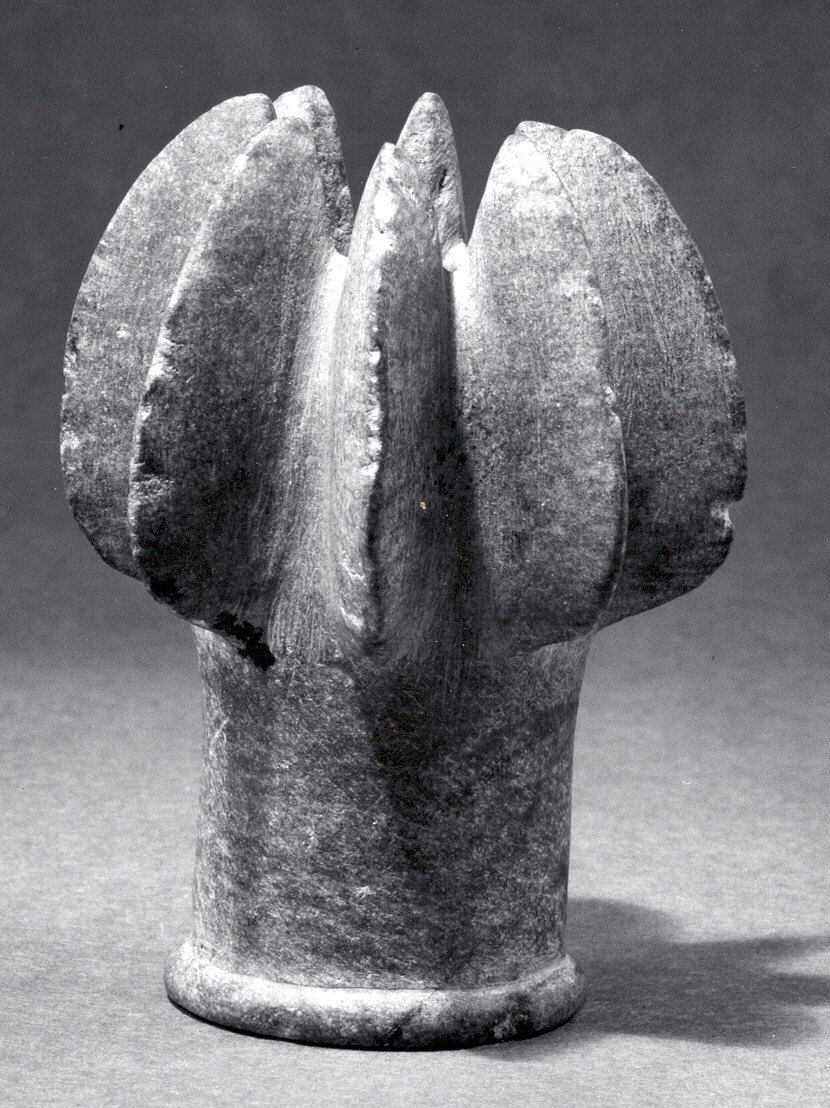
Cabeza de maza cupisnique

Note que estas teorías fueron postuladas antes del descubrimiento de la civilización caral, ubicada en la costa norcentral del Perú; la cual evidentemente es mucho más antigua que la cultura chavín.
- La teoría inmigracionista (difusionista) de Max Uhle (1856–1944) sostuvo que fue en la costa. Proto-Chimú y proto-Nazca habrían sido los primeros centros de alta cultura, «derivados de la cultura Maya». De la costa, la civilización se habría expandido a la sierra para formar otras culturas. La influencia cultural centroamericana habría llegado al Perú por mar y tierra, de manera directa o indirecta. Según Uhle, antes de este hecho, en la costa «existían primitivos pescadores».

- La teoría autoctonista (evolucionista) de Julio C. Tello (1880–1947) sostenía que Chavín de Huántar fue la alta cultura andina más antigua, con iniciadores que provenían de la selva amazónica peruana. Después de un desarrollo local, dicha cultura se dispersó hacia otros lugares como Sechín, Moxeke, Cupisnique, Paracas, etc. Rafael Larco Hoyle (1901–1966), fue otro autoctonista. Creía que la alta cultura andina se originó en la costa, en Cupisnique o valle de Nepeña. Desde allí se habría difundido a la sierra «portando el culto felínico».

- La teoría aloctonista (difusionista) de Federico Kauffmann Doig (1928) sostiene que la primera cultura andina fue la de Valdivia (costa de Ecuador), con una antigüedad de 5000 años.

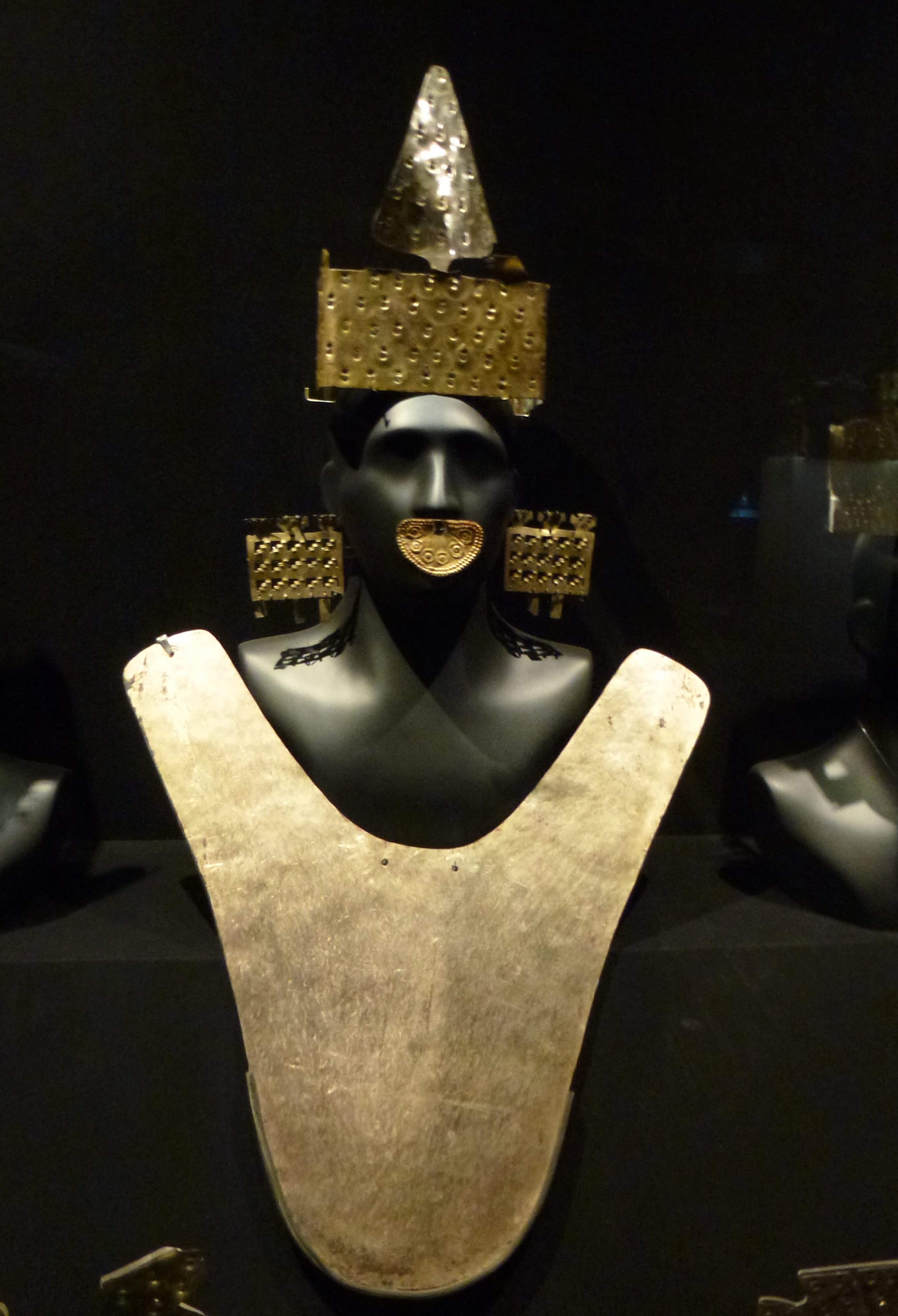
Accesorios de oro.

Según la arqueología estadounidense, la fase o estadio «formativo», es sinónimo de Neolítico o «alta cultura». Para que una cultura llegue al «formativo», debe haber tenido un desarrollo sostenido, desde los inicios de la revolución agrícola hasta que las comunidades aldeanas entran en crisis, por su complejidad, en su avance hacia un control administrativo central y estatista. En este quehacer, muchas veces se sucedieron guerras o luchas entre civilizaciones, que terminaron por tomar una de otras algunos elementos que les servían e incorporarlas a su bagaje cultural; en otros casos fue un desarrollo individual, sin injerencia externa. Así las cosas, no se descarta influencia por ejemplo en la cerámica, de culturas colombianas o centroamericanas.

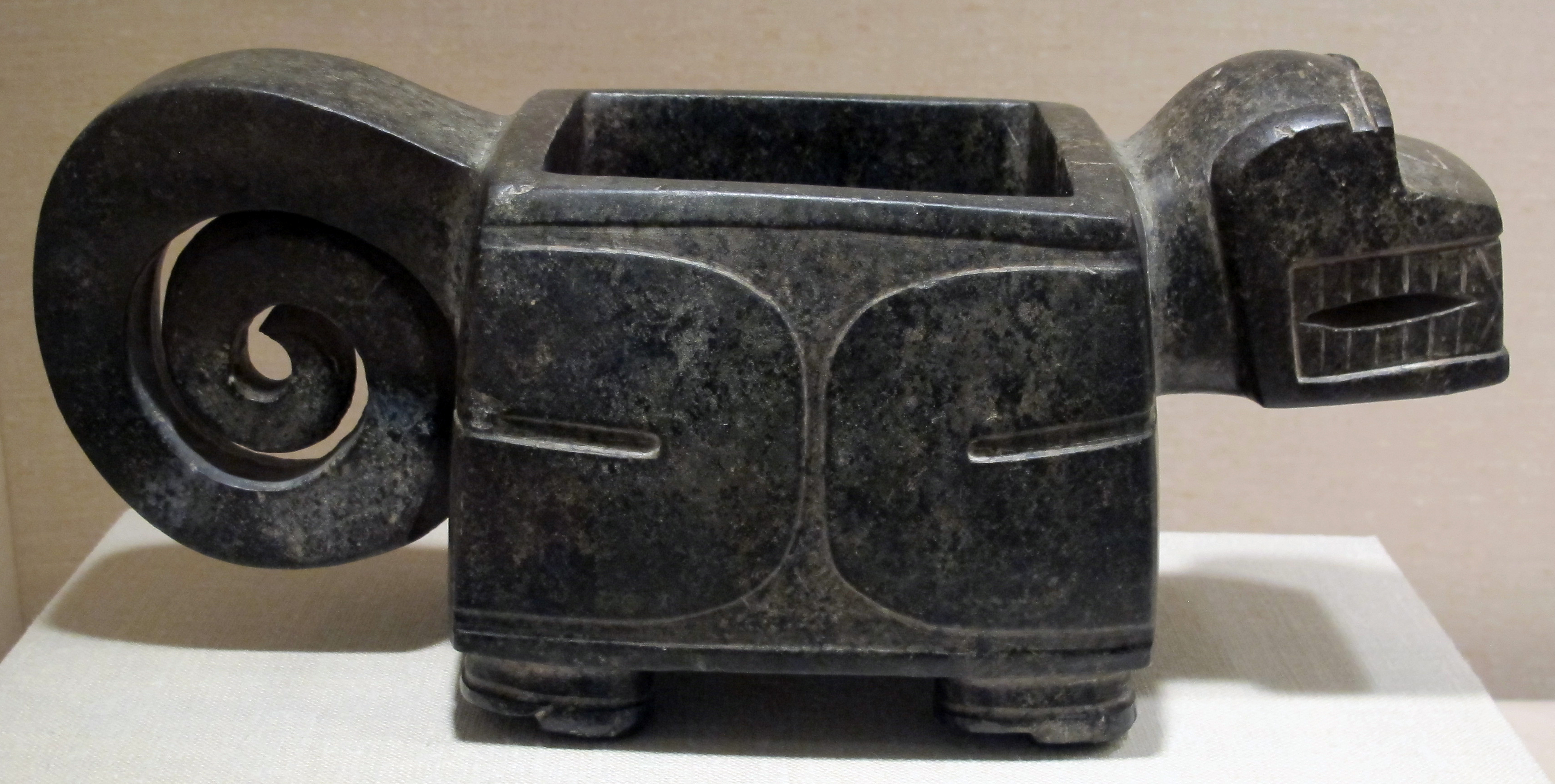
Mortero valdivia.

Dado el comercio que existió entre las culturas de América del Sur y las de Mesoamérica o América Central, es posible que algunos elementos culturales de una de ellas hayan podido ser tomadas como propias, dándoles las características propias de la cultura que asumió dicho elemento.
Los mitos orales peruanos y bolivianos referidos a estas épocas, hablan de intercambios comerciales a través de ríos que atravesaban la selva desde el actual Puno (frontera Perú-Bolivia) donde los proto-Tiahanaco una cultura avanzada que luego influenció mucho en la cultura incaica comprobando su existencia a través de sus restos arqueológicos que se desplazan en la Puerta del Sol, situados en el lago Titicaca, etc.

## Características andinas

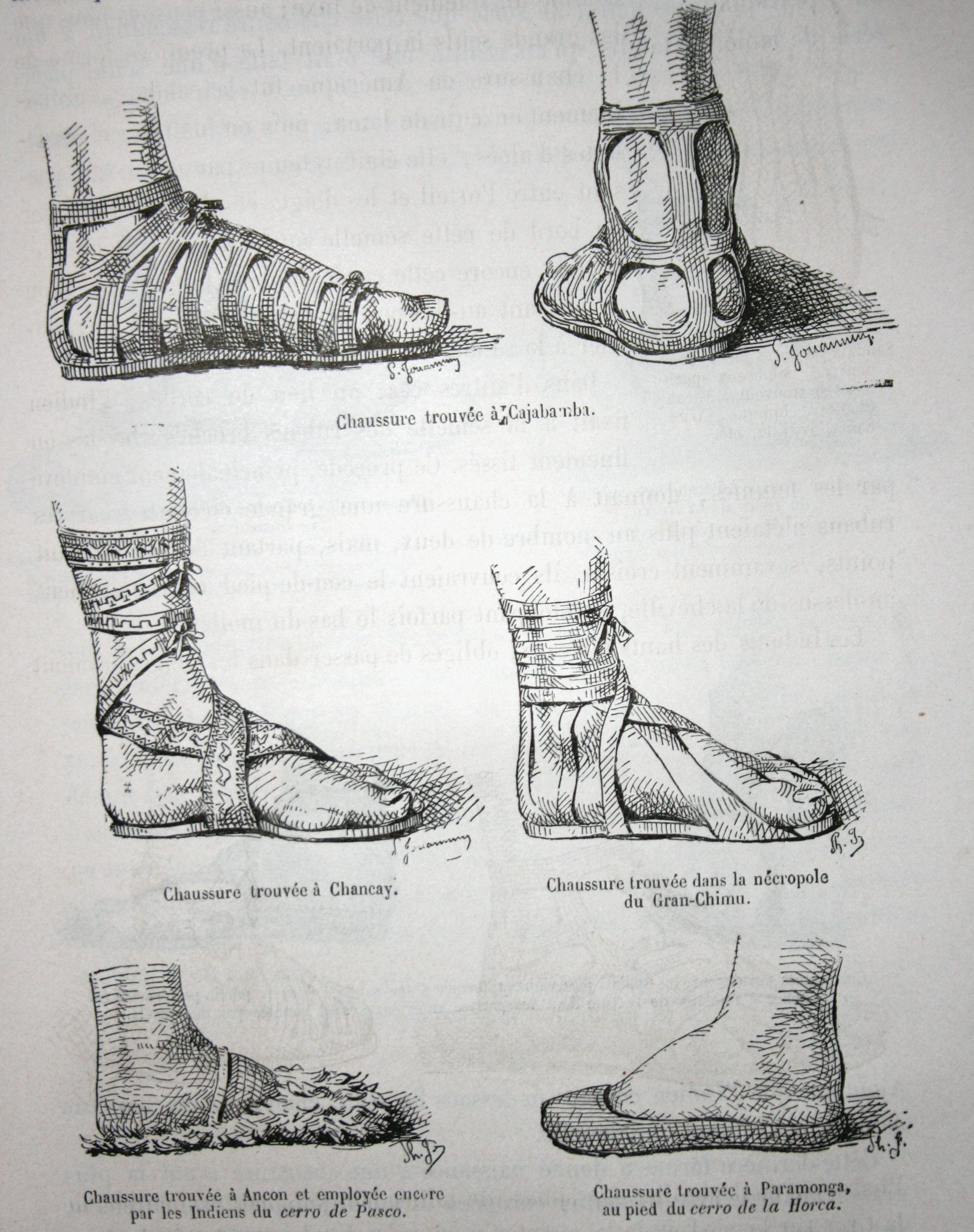
Varios tipos de calzado andino.

Fue Wendell Bennett quien en 1948 definió la «contradicción peruana» como rasgos culturales comunes a todos los pueblos que habitaron esta región en el área que va desde Lambayeque hasta Mollendo en la costa, y desde Cajamarca hasta Tiahuanaco en la sierra. Algunos de estos rasgos comunes son:
- Todos los grupos humanos basan su subsistencia en la agricultura (de prácticamente las mismas plantas) y el pastoreo de camélidos.
- Todos usaron el palo de cavar, el destripaterrones y la taclla (arado de pie andino)
- Uso de grandes y complejos sistemas de irrigación
- Uso intensivo de andenes en las regiones montañosas
- Uso de las mismas técnicas de deshidratación y almacenaje de alimentos
- Diferentes tipos de vestimentas basadas en túnicas (uncus) amarrados con faja a la cintura, turbantes y una bolsa como parte del vestir tradicional.
- Uso en el arte de un «vocabulario común» (1) que conjuga diseños de peces, águilas, felinos y cóndores; que representa siempre cabezas-trofeo; técnicas de elaboración similares en cerámica, metalurgia, tejido y arte plumario.

## Cronología

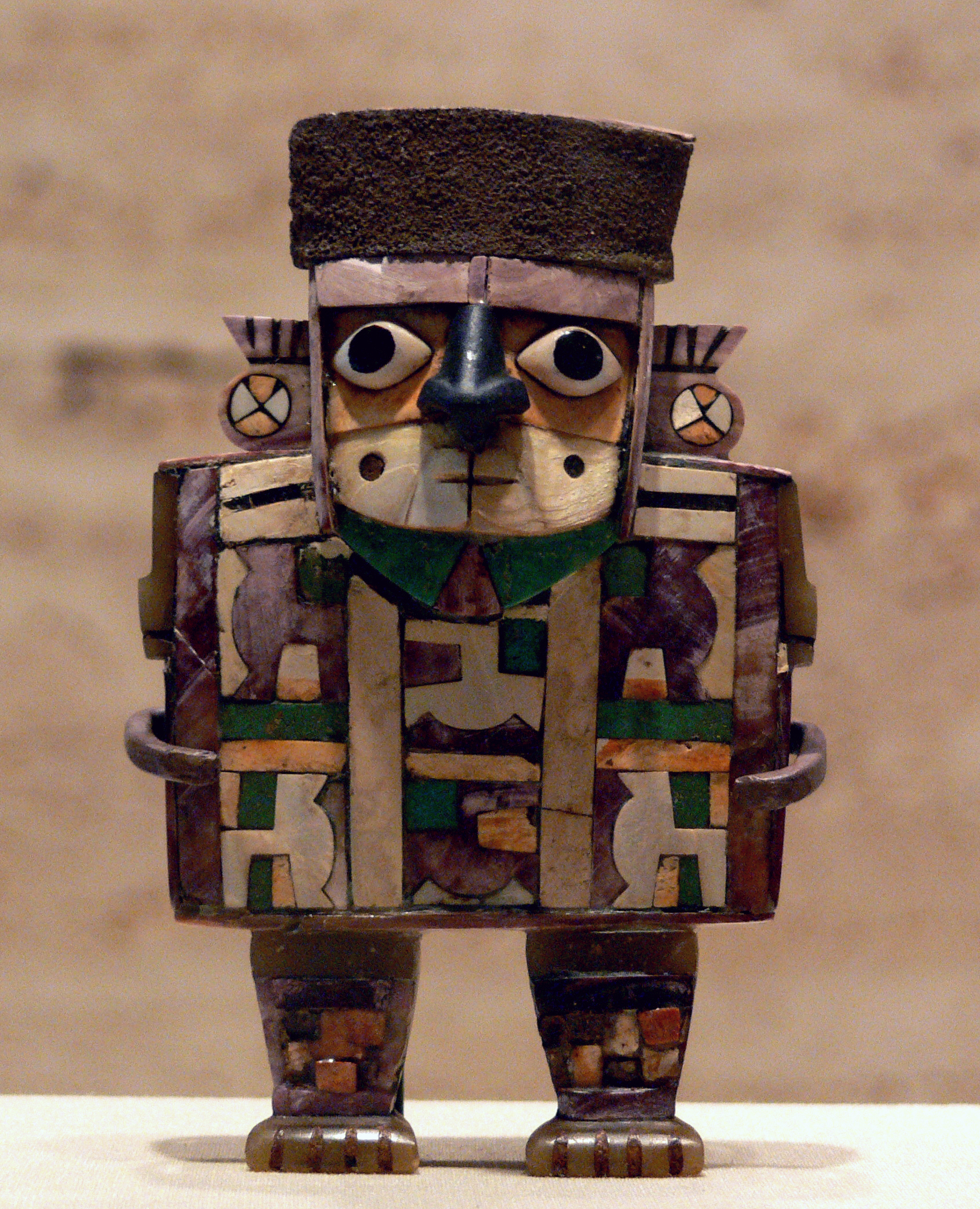
Estatuilla huari.

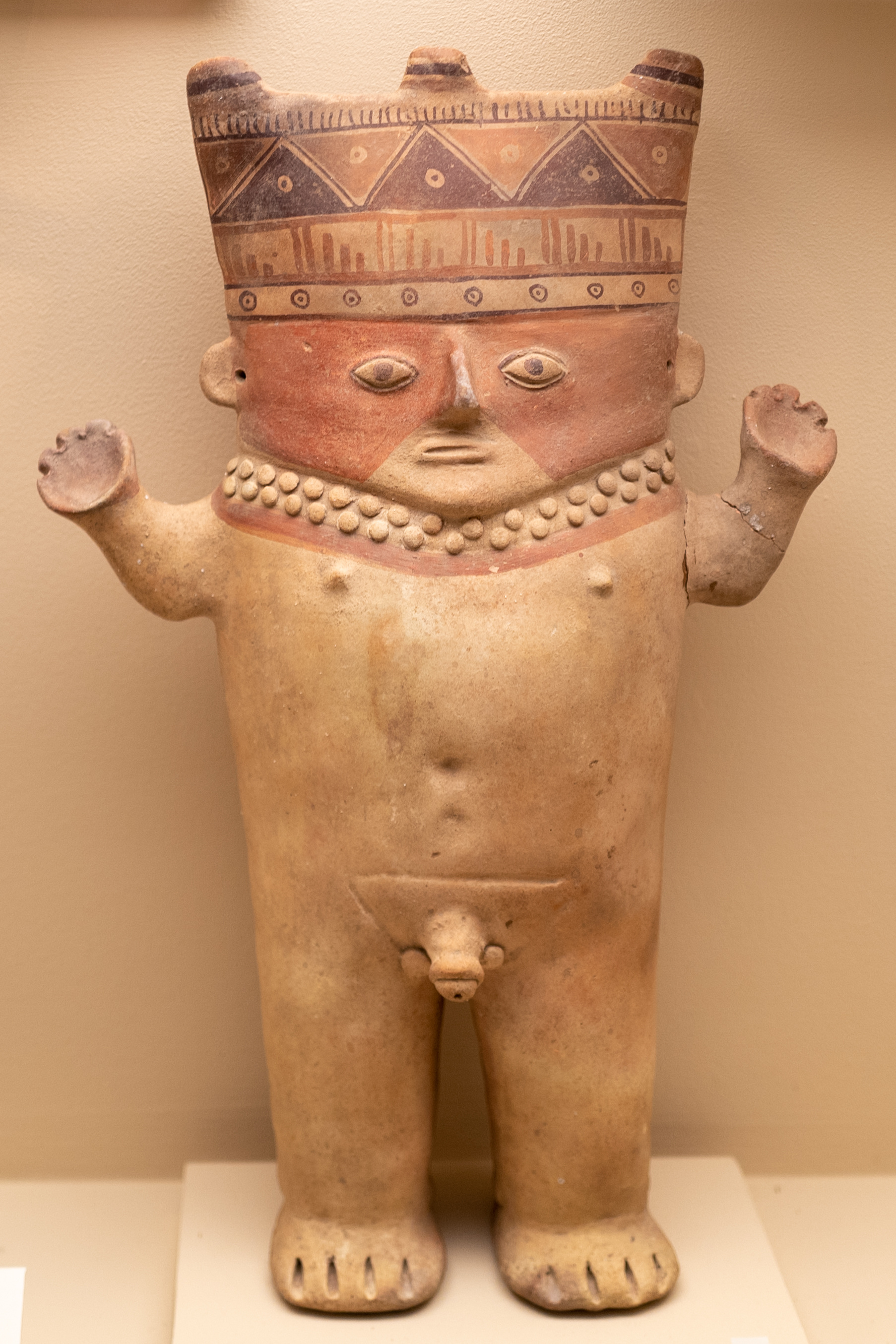
Cuchimilco chancay.

Al principio, la periodificación de la historia andina se remitía a los sencillos conceptos de época preincaica y época incaica. Durante el Virreinato e inicios del Perú, el pasado preinca era muy remoto, difuso y poco comprendido. Posteriores estudios revelaron un panorama mucho más amplio y complejo. La mayor parte de los arqueólogos, historiadores y antropólogos contemporáneos están en su mayor parte de acuerdo con las mismas líneas generales de la historia andina antigua, incluyendo su cronología, el desarrollo de sus civilizaciones y el tipo de influencia que estas ejercieron. Y ello pese a que la arqueología está aportando permanentemente nuevos datos para su interpretación. Los desacuerdos están en la periodización cronológica, en el nombre de cada etapa, en los procesos que motivan la diferencia entre una etapa y otra, en sus subdivisiones y en el momento exacto en que una se inicia y otra se acaba. Todo ello ha llevado a diferentes propuestas de periodización de los Andes Antiguos.
A continuación mostramos un cuadro con las propuestas cronológicas principales. 

#### Horizontes e Intermedios

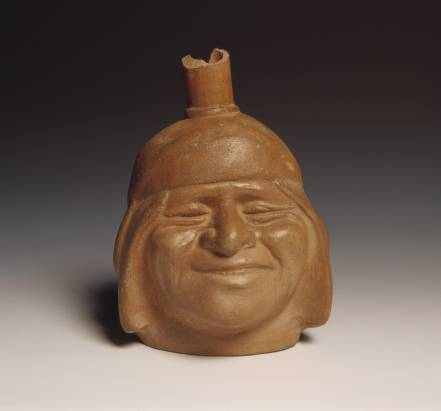
Huaco retrato moche

La más influyente de estas propuestas cronológicas ha sido sin duda la cronología de Dorothy Menzel y John Rowe) que no es sino una "afinación" de la Cronología de Lanning que plantea una división en Horizontes e Intermedios. Según Lanning los Horizontes son períodos de integración regional donde existe una cultura dominante en un territorio muy amplio que se superpone a las culturas locales. Ese sería el caso de Huari y del Imperio inca y en menor medida de Chavín. Los Intermedios serían momentos de florecimiento regional, donde existen marcadas diferencias entre una sociedad y otra. A todo ello antecede un "Período Inicial" caracterizado por la aparición de la cerámica y la edificación de templos.
| Período             | Principales culturas                                                                                            |
| ------------------- | --- |
| Horizonte Temprano  | Chavín - Paracas - Cupisnique - Pucará                                                                          |
| Intermedio Temprano | Moche - Nazca - Recuay - Cajamarca - Tiahuanaco - Lima - Vicús - Huarpa                                         |
| Horizonte Medio     | Huari - Tiahuanaco - Pachacámac - Lambayeque                                                                    |
| Intermedio Tardío   | Chimú - Chincha - Chachapoyas - Colla - Lupaca - Chiribaya - Ychsma - Cajamarca - Huamachuco - Huanca - Chancay |
| Horizonte Tardío    | Inca |

#### Vigencia

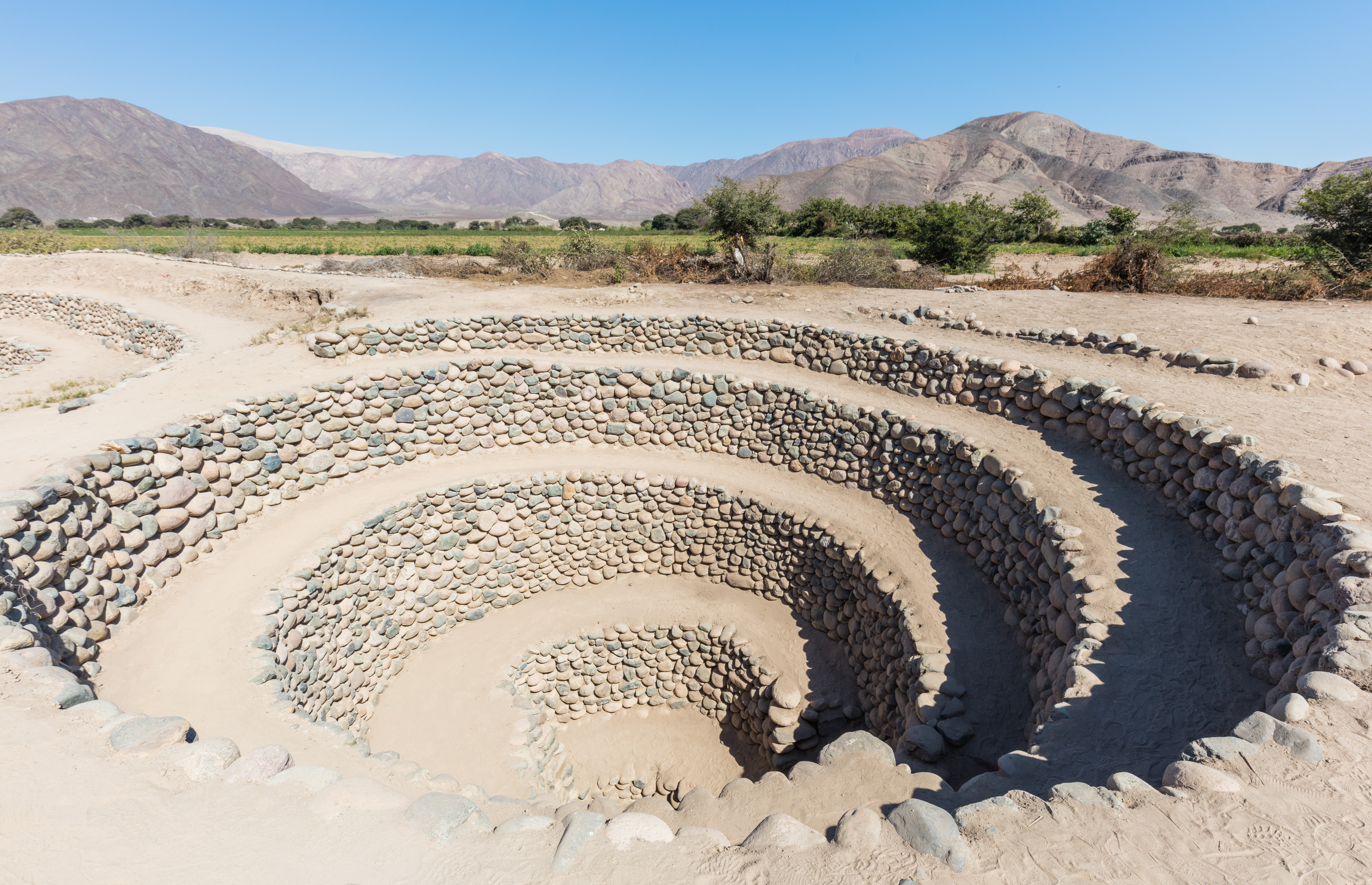
Acueductos subterráneos de Cantalloc, Nazca.

Aunque no hay mayores cuestionamientos a los períodos que van desde el Intermedio Temprano hasta el Horizonte Tardío, los términos Horizonte Temprano y período inicial no gozan ya del favor de los arqueólogos. Estos, de manera creciente, prefieren usar «Formativo» y «Arcaico Tardío» respectivamente (Cronología de Lumbreras), aunque el primero ha sido muy cuestionado por sus connotaciones evolucionistas. Los términos lítico y arcaico de lumbreras han encontrado su espacio en la cronología de Rowe.

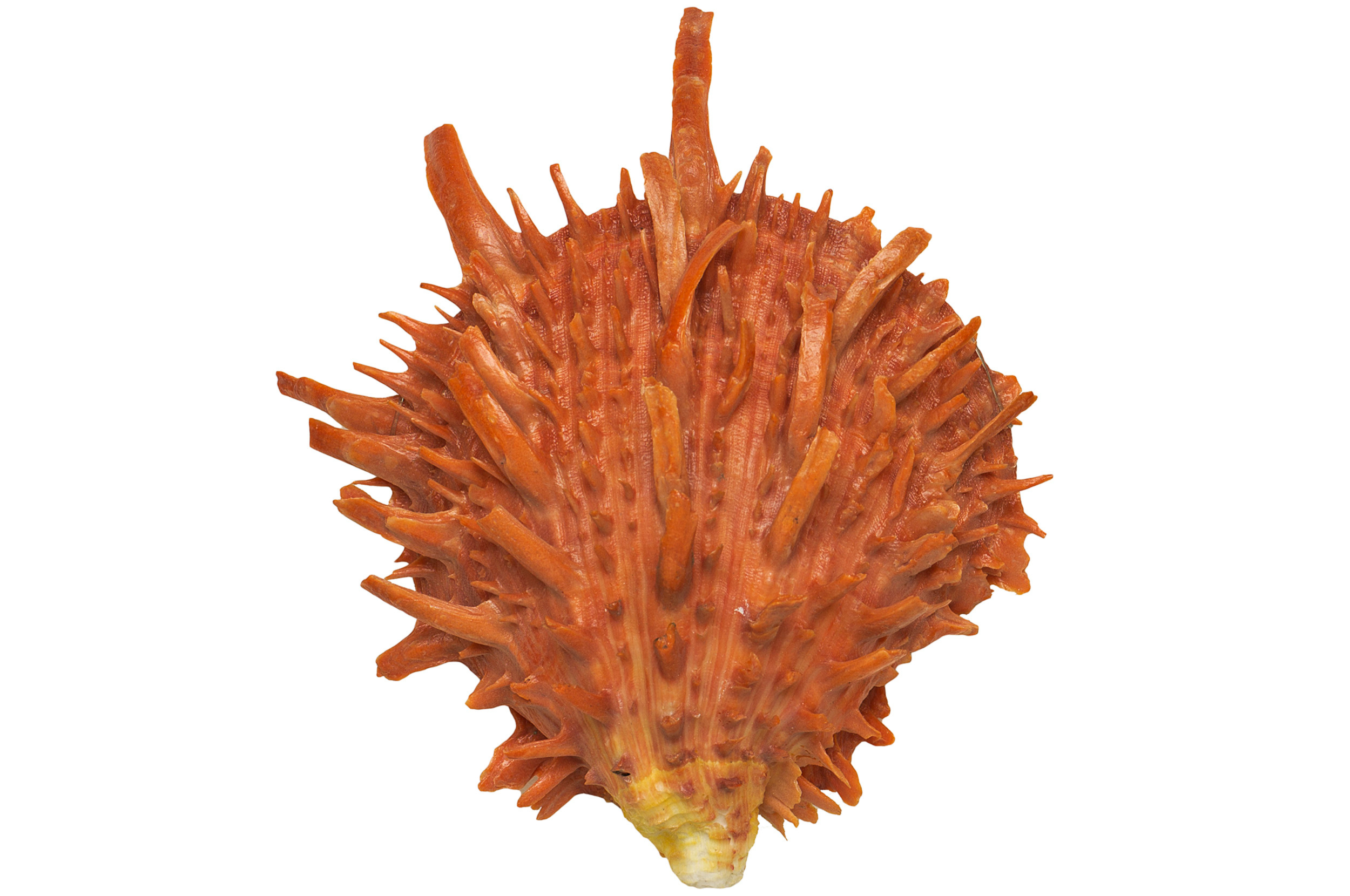
Concha de Spondylus crassisquama. El Spondylus era un material altamente estimado y valioso, del cual se producían numerosos objetos decorativos, religiosos y ceremoniales.

Pero zanjar la cuestión es un objetivo lejano para la arqueología peruana. Ello porque estas etapas de la historia andina se encuentran en permanente revaluación. En los últimos años el descubrimiento de ciudades de mediados del Arcaico (como Caral) en la costa norcentral (en un momento de la historia andina en el que se suponía no había ciudades ni Estado, que son precisamente las cosas que se han encontrado) han vuelto a poner en duda la vigencia de las clasificaciones precerámicas y obligado a retroceder el inicio del Formativo al 2800 a. C. (por el momento).

## Desarrollo histórico

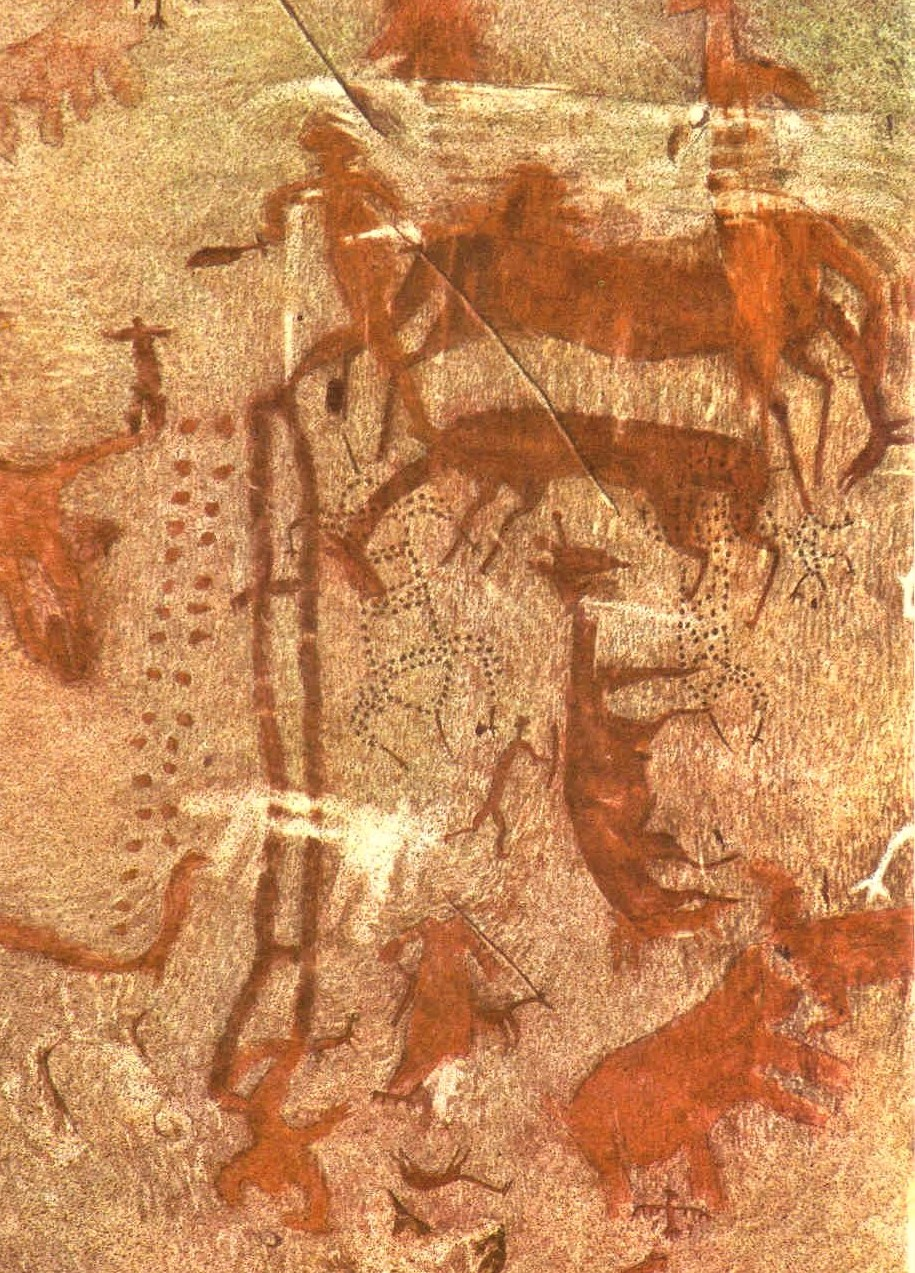
Pinturas rupestres de Toquepala, del periodo Lítico.

El consenso apunta a que luego de un largo período de cazadores y recolectores (llamado Periodo Lítico) y de otra etapa donde se descubren gradualmente la ganadería y la agricultura (Arcaico) aparece una etapa donde las aldeas se organizan admirablemente hasta construir templos y plazas. Lo que parecen ser una multitud de pequeños estados teocráticos de sustento agrícola, comparten entre sí algunos características comunes, como tener objetos rituales donde se representan seres humanos con rasgos de felino o serpiente, o construcciones similares (Pirámides en U, Plazas Circulares Hundidas etc.). La definición más amplia denomina a esta etapa Formativo.  La más detallada distingue entre el llamado Precerámico Tardío, el Período Inicial ("inicial" porque es cuando aparece la cerámica, objeto fundamental para la cronología arqueológica andina) y el Horizonte Temprano (1200 a. C. - 200 a. C.). (que se refiere a un momento donde gran parte de los Andes está incluida por la misma cultura). Otros autores fusionan algunas características para hablar de un Horizonte Formativo, una etapa de donde en un territorio muy amplio de los Andes Centrales se dan las mismas características culturales, influidas por templos como Chavín de Huántar. 

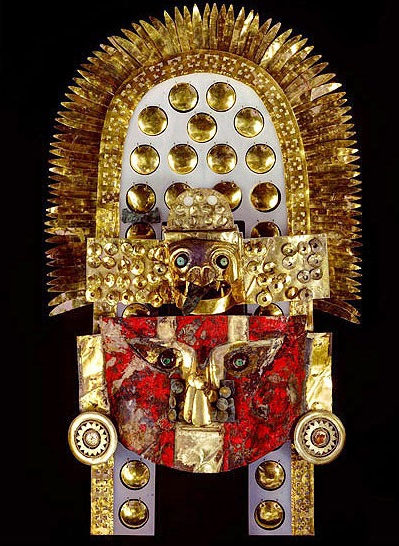
Máscara funeraria lambayeque con sus aditamentos

Luego de ello, sobreviene una etapa (desde 200 a. C. hasta 600 aproximadamente) donde se hacen muy diferentes unas sociedades de otras, al menos en su arte. Son sociedades con una gran especialización y con una tecnología de riego avanzada. A esta etapa se le llama de muchas maneras, siendo Intermedio Temprano (Rowe), o «período de las culturas regionales» (Lumbreras) las más usadas.  Luego de esta regionalización sigue un nuevo período de integración cultural (600 - 1100). Esta vez, aparentemente, promovido por dos estados: el Imperio huari en el centro y norte del Perú, y Tiahuanaco, en Bolivia, el sur peruano y el norte chileno. Esta etapa se caracteriza por la aparición de grandes ciudades, sistemas administrativos complejos, de caminos y de terrazas de cultivo en las montañas. El nombre más usado para esta etapa es Horizonte Medio u Horizonte Huari.

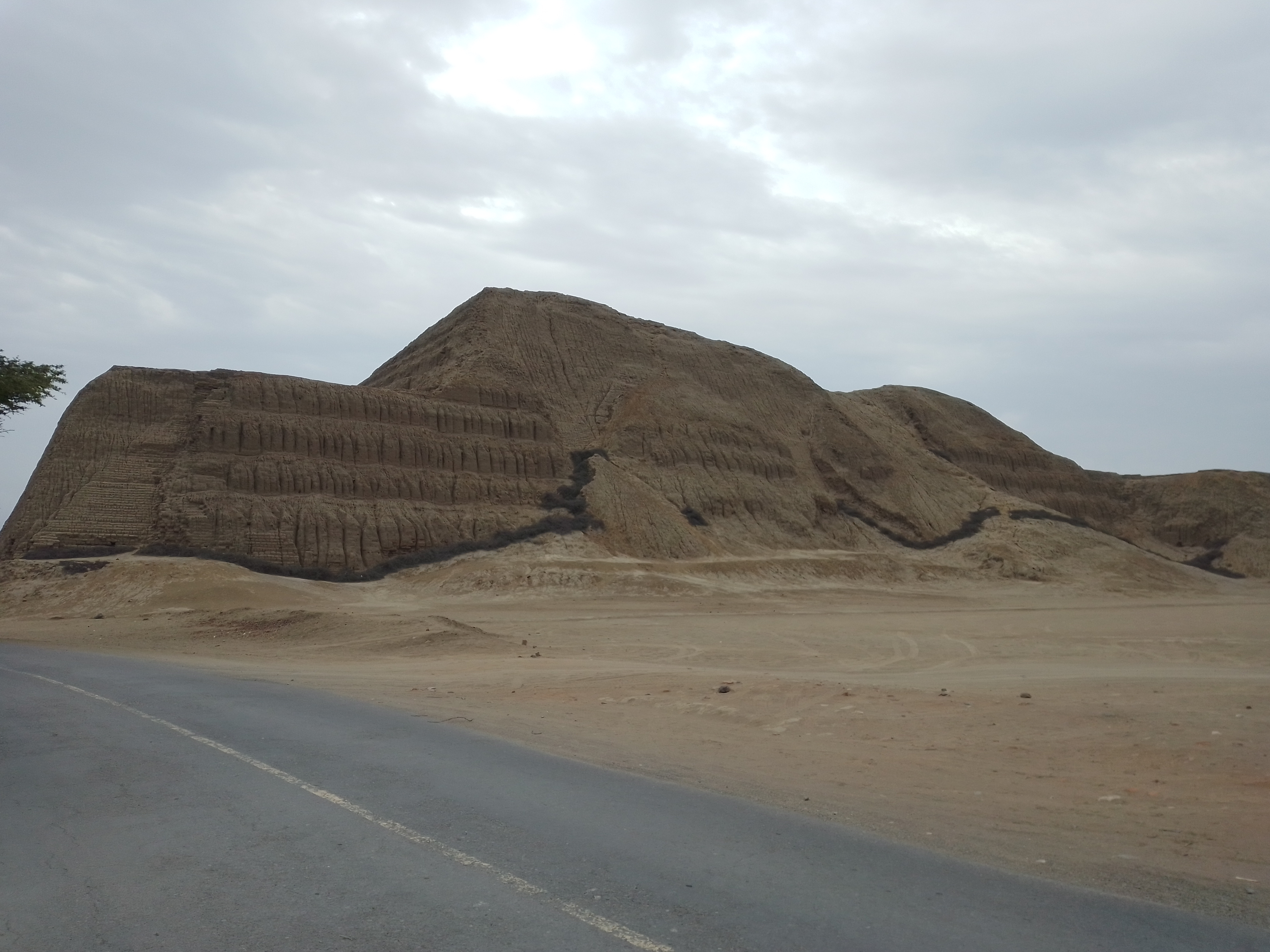
Pirámide de la huaca del Sol, en el complejo de las huacas del Sol y de la Luna

En el siguiente período (1100-1450) parte de la influencia de la cultura dominante decae y resurgen las tradiciones regionales nuevamente con diferencias culturales muy marcadas. En general las zonas altoandinas sufren una ruralización y las de la costa se vuelven más sofisticadas, pero si algo comparten la mayoría de estas sociedades es su militarismo. Se le llama a esta etapa Intermedio Tardío o período de los Estados regionales entre otros. Finalmente una nueva y brevísima integración regional (1450–1532) dirigida por unos de esos estados, el Imperio incaico, da origen a una etapa conocida como Horizonte Tardío.

### Arcaico

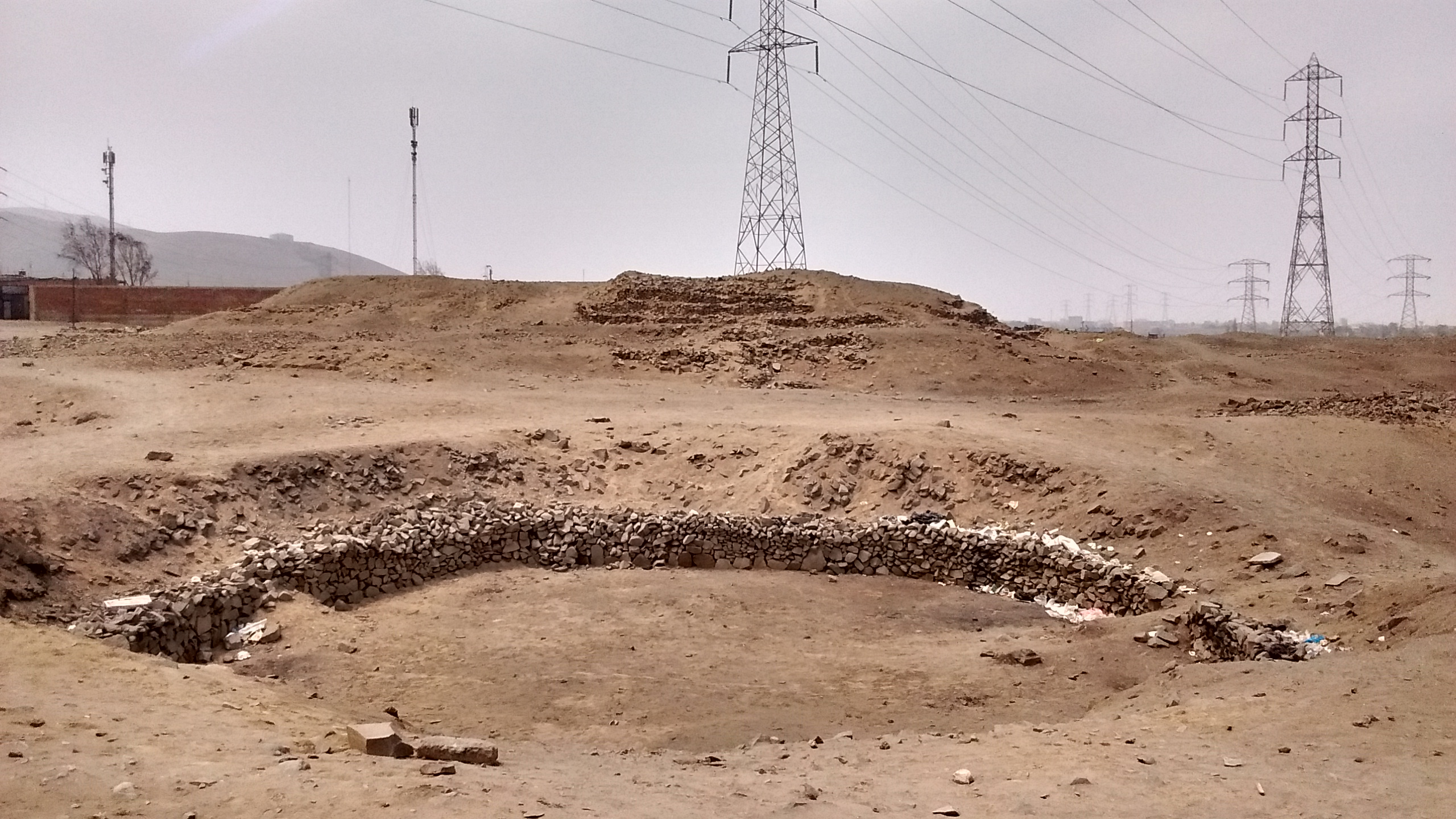
Plazoleta circular hundida en Pampa de los Perros

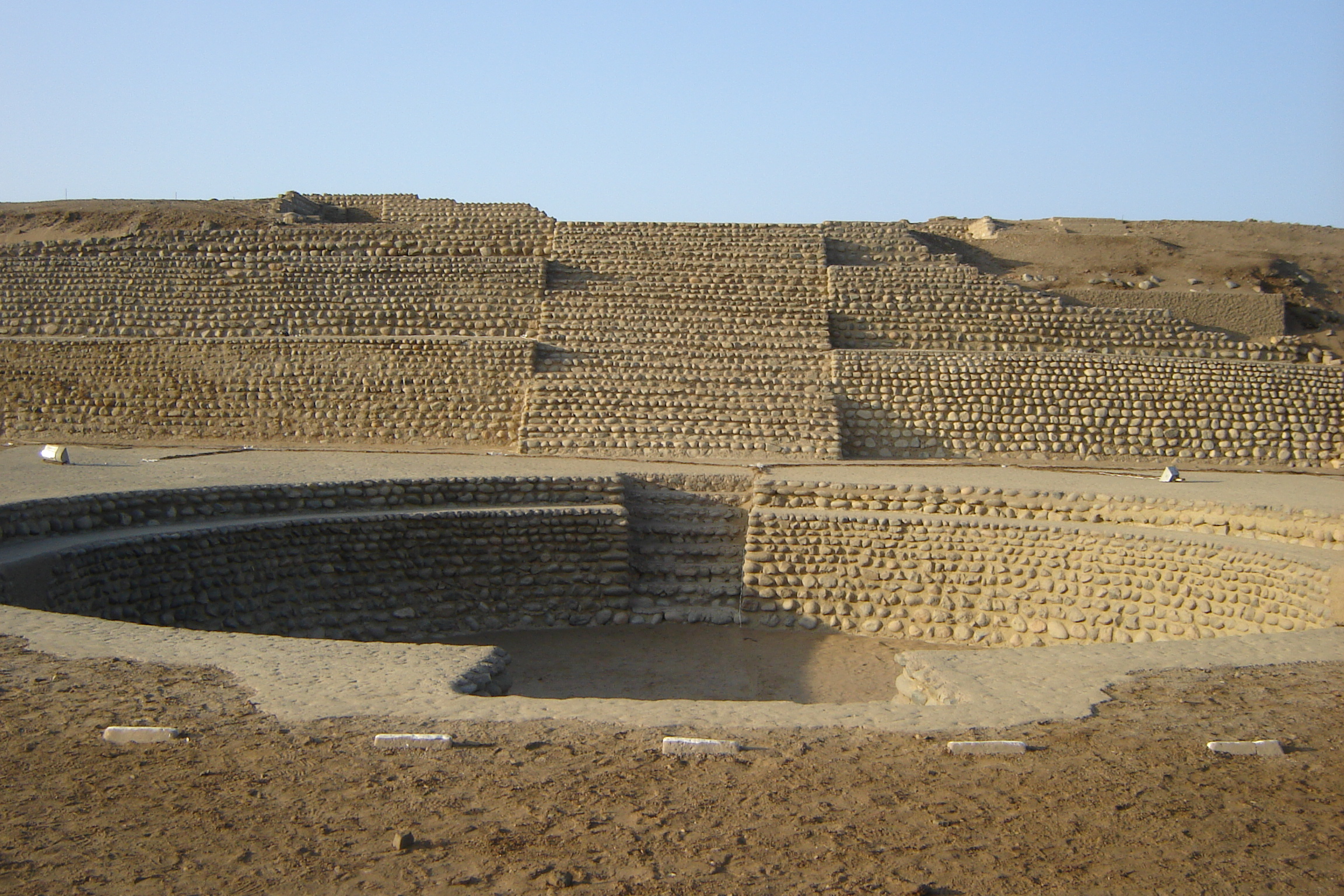
Plazoleta circular en Bandurria

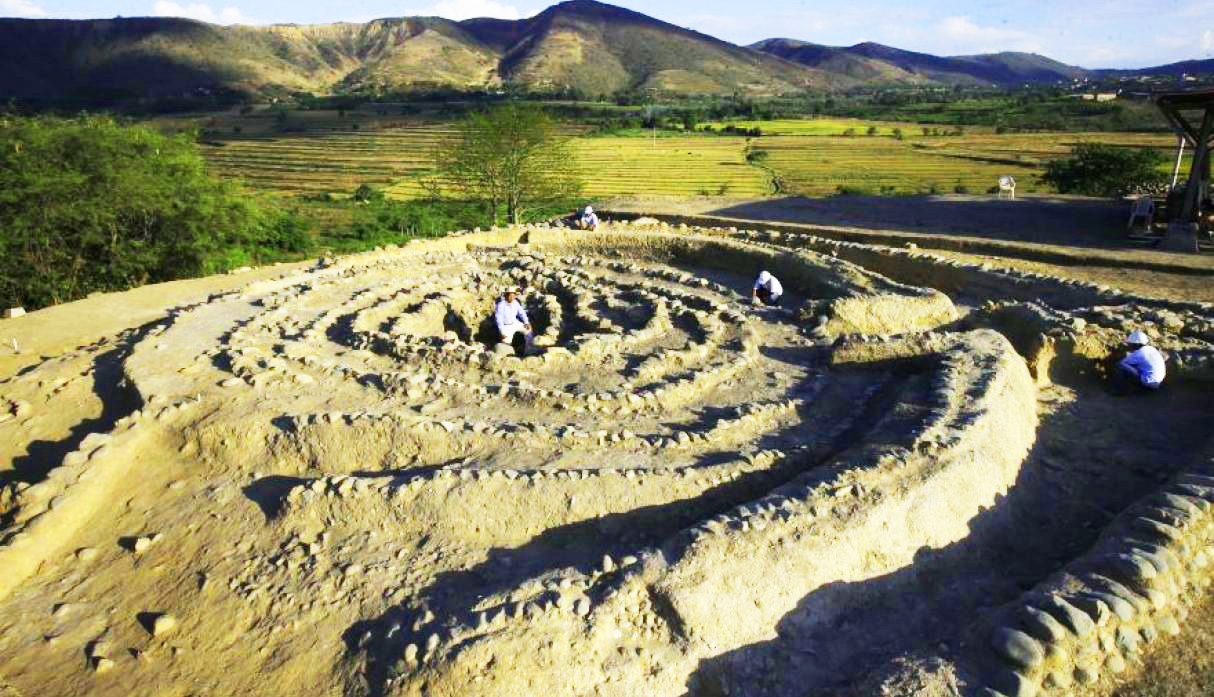
Restos del templo de Montegrande

El periodo arcaico se caracteriza por un cambio en los sistemas de subsistencia de los pobladores del área andina y ribereña del pacífico. Este período coincide con la segunda fase climática del Holoceno que también es llamado Holoceno medio u optimun climaticum, que se caracterizó por el clima cálido y benigno tanto en la sierra como en la selva.

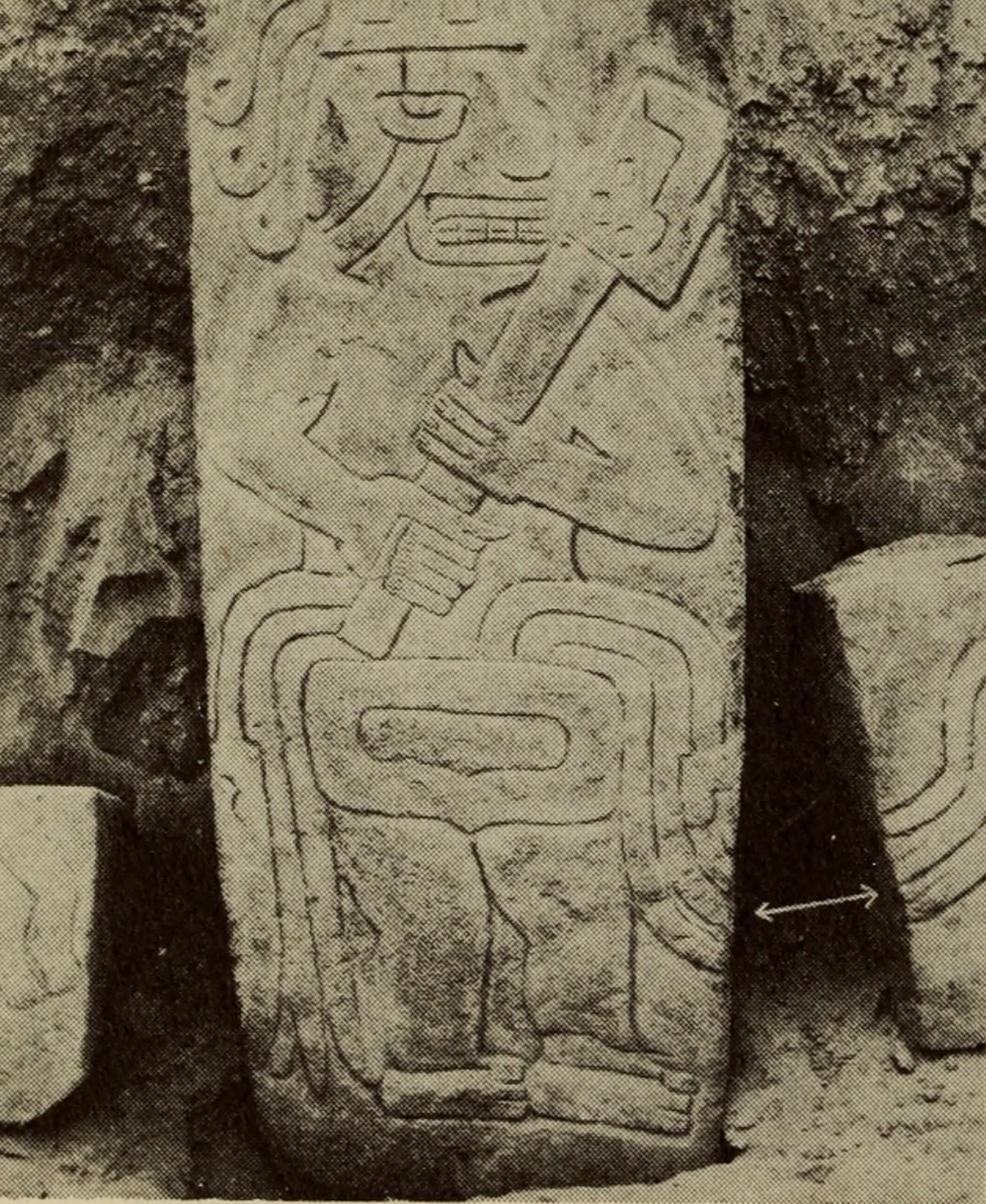
Monolito que representa un guerrero sechín. Se encontraban en Cerro Sechín, yacimiento que prolongó su ocupación hasta inicios del Formativo

Los pobladores se van haciendo sedentarios, el hombre americano inicia la domesticación de animales y plantas, por su parte las sociedades humanas se organizan en tribus y aldeas de poca complejidad.
La agricultura a nivel mundial supuso un cambio considerable en los hábitos de vida. La producción de alimentos cultivados representa un incremento de alimentos y excedentes temporales que implica el surgimiento de nuevas actividades económicas y sociales.  En América, los principales centros de domesticación de plantas fueron Mesoamérica, los Andes centrales, la amazonia, los Llanos del Orinoco y la cuenca del Misisipi.  Diversas especies silvestres fueron domesticadas:
El maíz (Zea mays)Según Cohen, el maíz sería mesoamericano pues en América Andina no existe la especie ancestral denominada teosinte; existen muestras en Rosasmachay (Ayacucho) que datan del 3000 a. C. y según Flannery están relacionados con el teosinte, por lo cual no se descarta la domesticación independiente en Mesoamérica y los Andes. Algunas otras muestras de maíz en los Andes centrales alcanzan los 2140 a. C. como el cazo de la cueva de los Gavilanes en Huarmey (cabe indicar que otras muestras en la misma cueva han sido fechadas en 1750 a. C., 1595 a. C. y 1250 a. C.). En el caso mesoamericano la muestra más antigua data del 7400 a. C.  En las cuevas de Allqowin (Perú) ―hacia el 12 000 a. C. el arqueólogo Cavalcanti encontró muestras de maíz. Posteriormente también se encontraron semillas de maíz del 6000 a. C. en Jayhuamachay (Perú).[cita requerida]
Yuca (Manihot esculenta)Este alimento es originario de las selvas amazónicas, pero su domesticación parece estar asociada a los llanos del Orinoco entre las actuales Colombia y Venezuela. Las muestras en el Perú datan del 1000 a. C. mientras que en Venezuela y Colombia retroceden al 2000 a. C.
Camote (Ipomoea batatas)Existen discrepancias sobre su domesticación, pero los botánicos se inclinan por los Andes orientales y la floresta amazónica sobre su posible domesticación. Los vestigios más antiguos de este cultivo proceden de la costa desértica del Perú.
Maní (Arachis hypogaea)Su posible origen estaría en los Andes orientales entre Bolivia y el noroeste de Argentina por debajo de los 1800 ms.n.m. En Perú la muestra más antigua data del 1800 a. C.
Achira (Canna edulis)Su origen estaría en los Andes orientales entre Perú, Bolivia y noroeste de Argentina. En el Perú la muestra más antigua data del 2300 a. C.
Papa (Solanum spp.)Este producto fue exclusivo de los Andes hasta la conquista española. En el año 2000 se contabilizaron 150 variedades de papas (Solanum tuberosum) en los Andes, las cuales fueron divididas en cinco grandes grupos:
- Tuberosum, cuyas especies se distribuyen en la zona de Chile central y sur.
- Andigena, que se distribuye desde Venezuela hasta el norte de Argentina.
- Chaucha, distribuida solo en Perú y Bolivia.
- Phureja, se encuentra desde Venezuela hasta la zona central de Bolivia.
- Stenotomum, distribuida solo en Perú y Bolivia.

En todos estos casos las historias son difusas, pero las muestras más antiguas proceden del sitio arqueológico de Monte Verde (Chile) y dataría del 11 000 a. C., la papa de Monte Verde fue denominada S. Maglia y alcanza entre 3 y 4 cm de diámetro, su hábitat se ubica entre los 700 y 2000 m s. n. m no es de sabor amargo y se consume actualmente en los Andes centrales de Chile y Argentina.  En Ayacucho (Perú) existen datos de papas plenamente domesticadas que tienen aproximadamente 5000 años de antigüedad (3000 a. C.), se cree que las muestras obtenidas en la Cueva de Tres Ventanas (alto Chilca) son más antiguas que las de Ayacucho, en tanto que las muestras de papas domesticadas en Chiripa - Bolivia tendrían 2400 años de antigüedad (400 a. C.).
En todos estos casos las historias son difusas, pero las muestras más antiguas proceden del sitio arqueológico de Monte Verde (Chile) y dataría del 11 000 a. C., la papa de Monte Verde fue denominada S. Maglia y alcanza entre 3 y 4 cm de diámetro, su hábitat se ubica entre los 700 y 2000 m s. n. m no es de sabor amargo y se consume actualmente en los Andes centrales de Chile y Argentina.  En Ayacucho (Perú) existen datos de papas plenamente domesticadas que tienen aproximadamente 5000 años de antigüedad (3000 a. C.), se cree que las muestras obtenidas en la Cueva de Tres Ventanas (alto Chilca) son más antiguas que las de Ayacucho, en tanto que las muestras de papas domesticadas en Chiripa, Bolivia, tendrían 2400 años de antigüedad (400 a. C.).
Quinua (Chenopodium quinoa)En su forma silvestre se halla en varias zonas de América del Sur. Existe un descubrimiento en Ayacucho de 6500 años de antigüedad (4500 a. C.), pero este hallazgo es dudoso. Las más antiguas y fiables pertenecen al noroeste de Argentina con 2000 años de antigüedad.
Cañihua (Chenopodium pallidicaule)Es un grano semidomesticado cuyas muestras arqueológicas son insuficientes por problemas de conservación.
Calabazas y zapallos (Cucurbita ficifolia, C. moschata, Lagrnaria siceraria, C. maxima)Son vegetales ampliamente distribuidos en América y probablemente constituyen el primer alimento vegetal domesticado en el continente. En Huaca Prieta, Virú, Casma y Ancón (todos en Perú) existen muestras de 5000 años de antigüedad (3000 a. C.). En tanto la especia C. máxima tiene ancestros silvestres en Argentina y Bolivia, a la que se le denomi0na C. andreana. La especie ancestral C. ecuadorensis, actualmente crece silvestre en Ecuador. Mientras que en los Andes del Perú la muestra más antigua procede de Ayacucho y Cachi, alcanzando los 4200 años de antigüedad (2200 a. C.).
Frijoles (Phaseolus vulgaris y Phaseolus lunatus)Las evidencias indican su domesticación temprana en los Andes orientales del Perú. Existen muestras de 7600 años de antigüedad (5600 a. C.) en la cueva del Guitarrero (Perú). Mientras que la especie C. plagioesperma tiene 4800 años de antigüedad (2800 a. C.) en muestras halladas en Ayacucho (Perú).
Ají (Capsicum sp.)Los estudios indican que este vegetal tiene tres puntos de domesticación: Mesoamérica, la Amazonía y el Chaco. Todas con ancestros diferentes por lo que se deduce que fueron domesticadas por separado e independientemente.
Algodón (Gossypium barbadense)Se encuentra en estado silvestre al noreste del Brasil. Pichersgill sostiene que su domesticación se dio por separado en dos regiones: el actual Ecuador y la cuenca del Amazonas. Existen muestras arqueológicas de esta misma especie encontradas domesticada en Ancón, Perú.

### Formativo

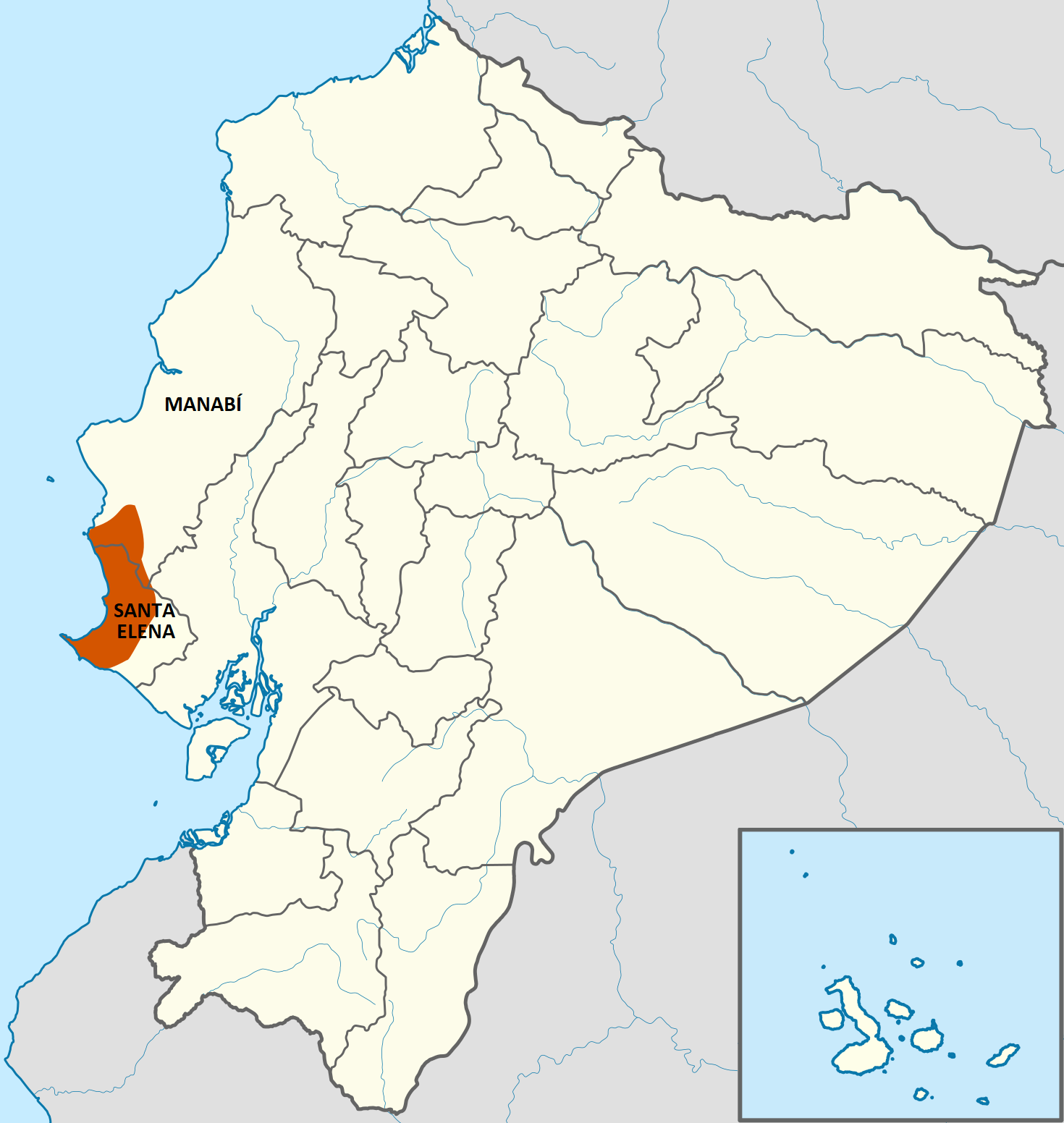
Área de ubicación de la cultura Valdivia, la primera cultura alfarera de América.

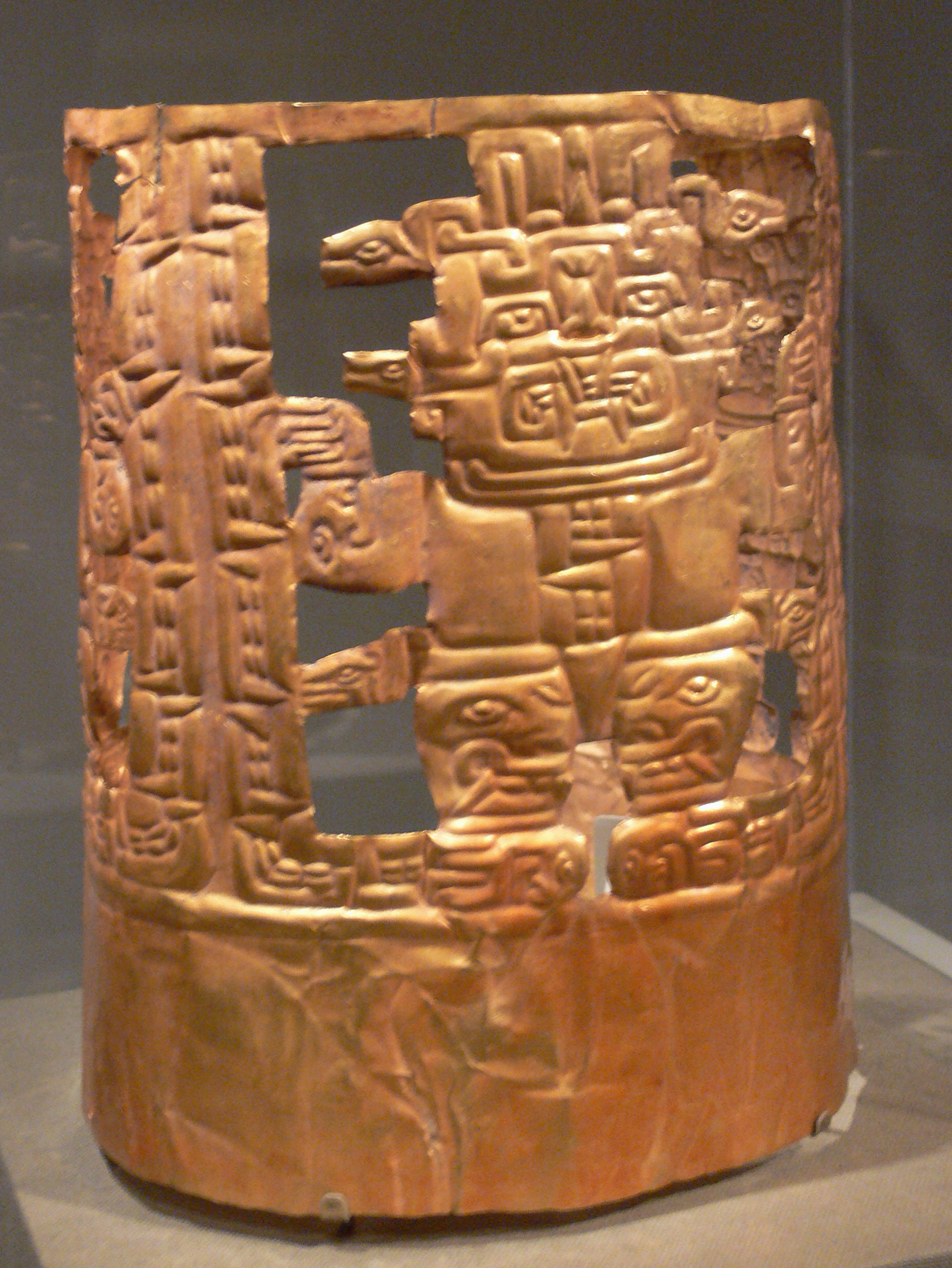
Corona chavinoide.

En el periodo formativo de la zona centro andina se consolida la vida aldeana y las actividades organizadas de supervivencia colectiva (agricultura y ganadería), las jerarquías sociales van avanzando en complejidad, los centros ceremoniales aumentan en número, al igual que la población que experimenta un gran avance demográfico.
La cultura americana con alfarería más antigua de América la constituye la cultura Valdivia (3900–3200 a. C.) y cultura Mayo-Chinchipe-Marañón (5300 a. C. y el 2500 a. C.), a las que luego sigue cronológicamente la cultura machalilla (2259–1320 a. C.) y la cultura chorrera (1330-550 a. C.) todas en el actual Ecuador. Hacia el 1700 a. C. la alfarería ingresa a lo que hoy es Perú, evoluciona, y se expande por los Andes centrales y sureños.

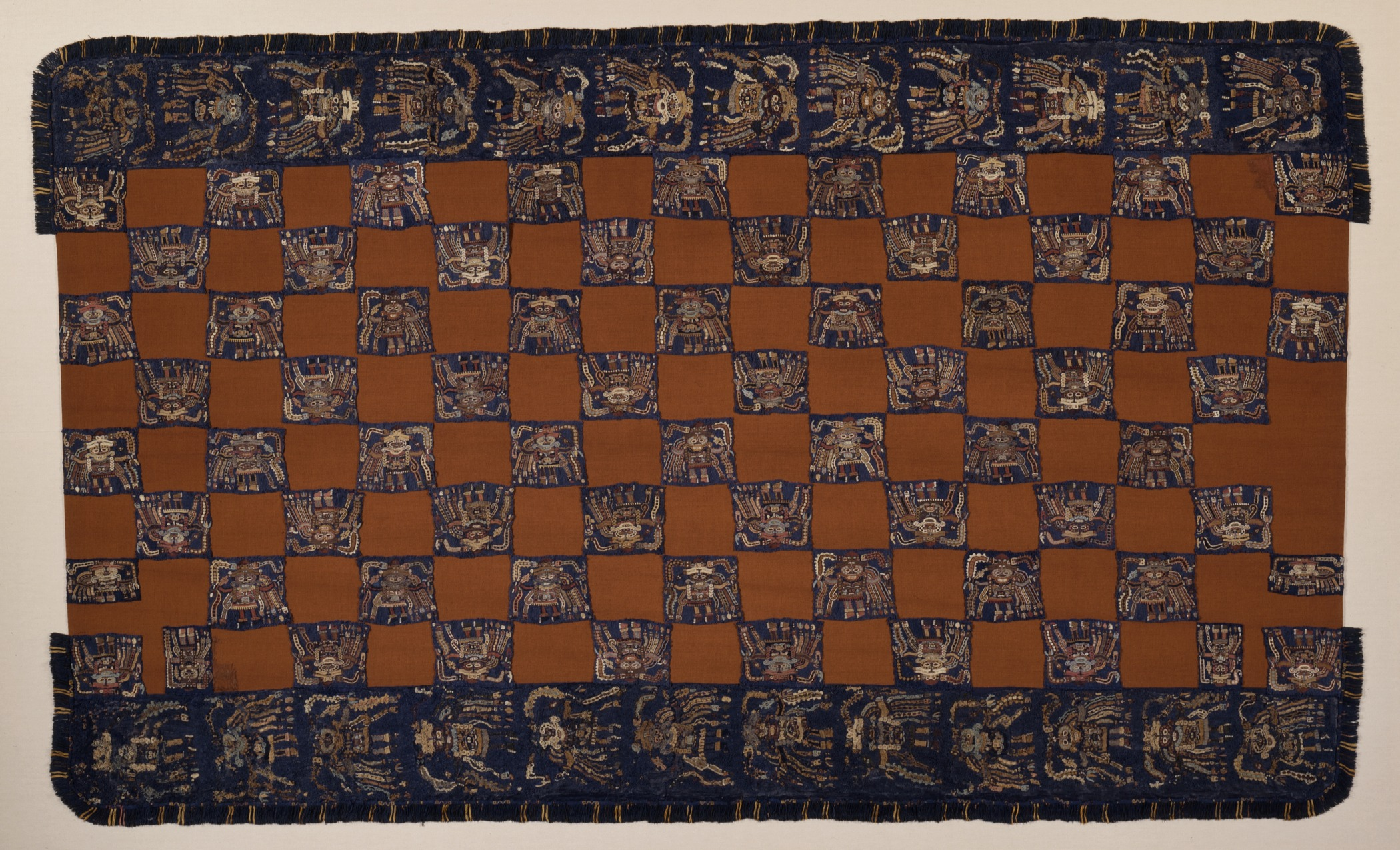
Manto paracas

La influencia de la cultura valdivia puede observarse en Huaca Prieta en el valle de Chicama, además de Negritos y San Juan en el valle de Piura, Bagua y Pacopampa. En los casos de los diseños de Huaca Prieta, el parecido con Valdivia es tal que se planteó que los alfareros del valle de Chicama conocieron la cerámica valdivia (otros autores plantearon que la cerámica de Huaca Prieta fue traída desde Valdivia).

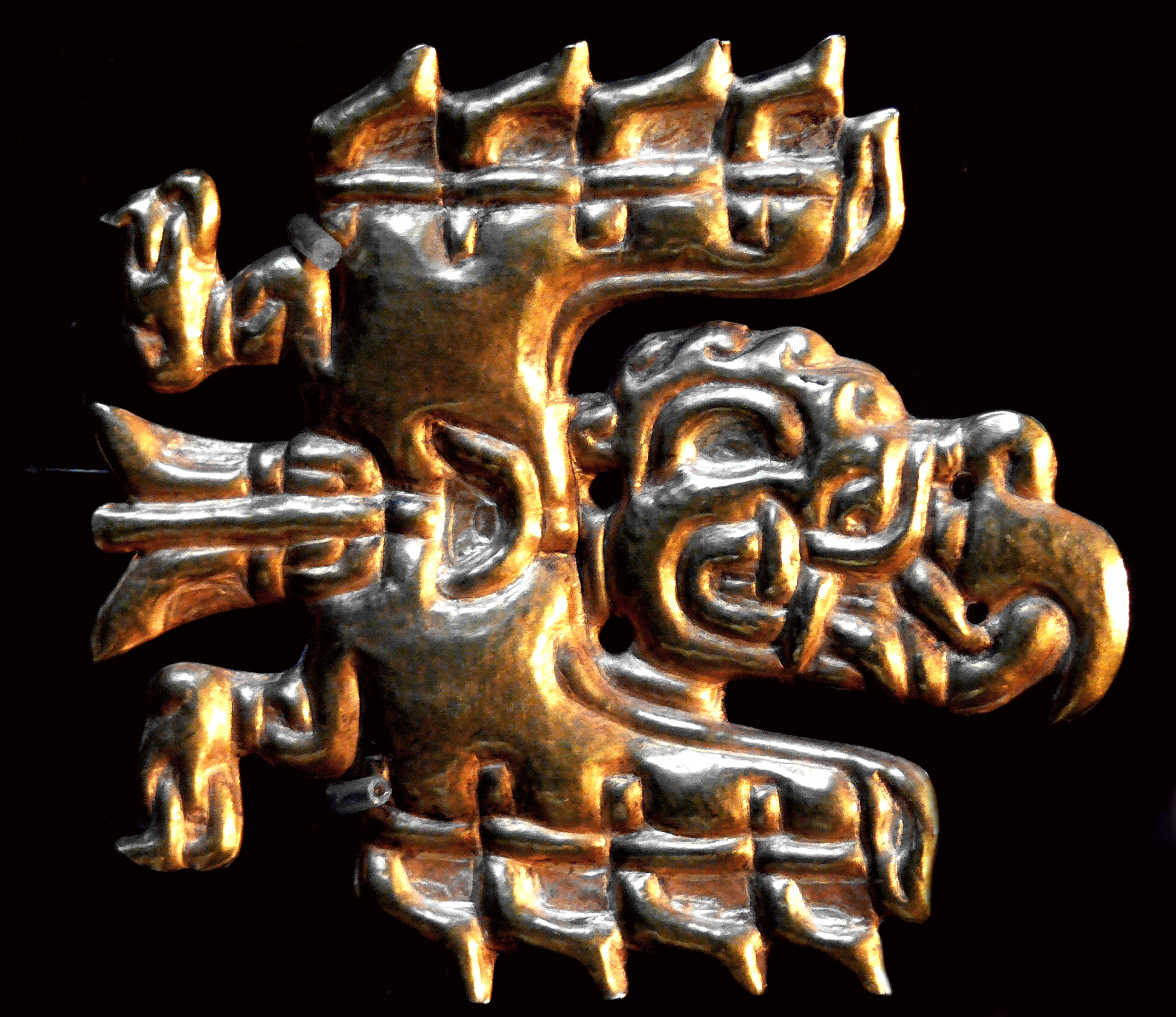
Águila felinoide.

Algunos estudiosos plantearon que el periodo formativo se iniciaba con la aparición de la alfarería, pero este argumento es arbitrario pues existieron en la zona centro andina civilizaciones complejas sin cerámica, como lo demuestran los descubrimientos en Caral, El Áspero (Supe), El Paraíso (Chillón), La Galgada y Huaricoto (callejón de Huaylas).
Para que a un grupo humano se le asigne al periodo formativo tiene que cumplir con cuatro aspectos:
- Tener un liderazgo formalizado y élites que la sustenten, en otras palabras deben tener el poder de la autoridad centralizado.

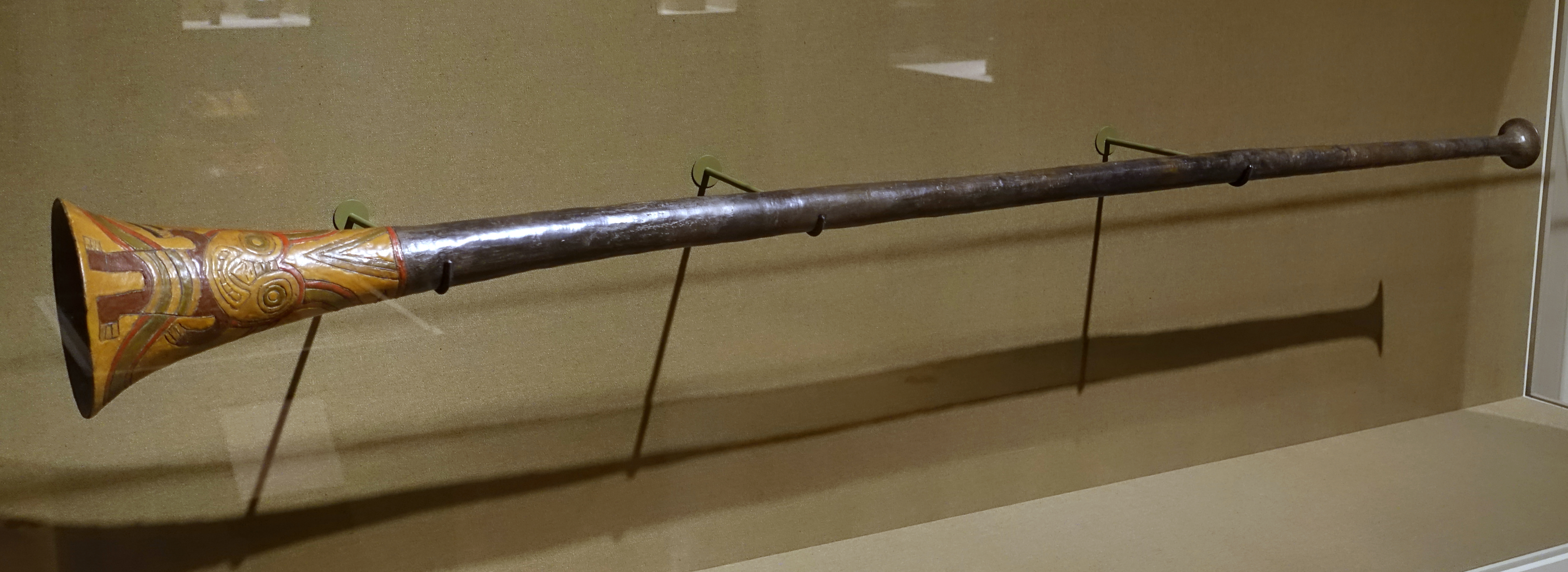
Trompeta paracas.

- Integración social.
- Religión como poder político.
- Territorialidad.

### Intermedio Temprano

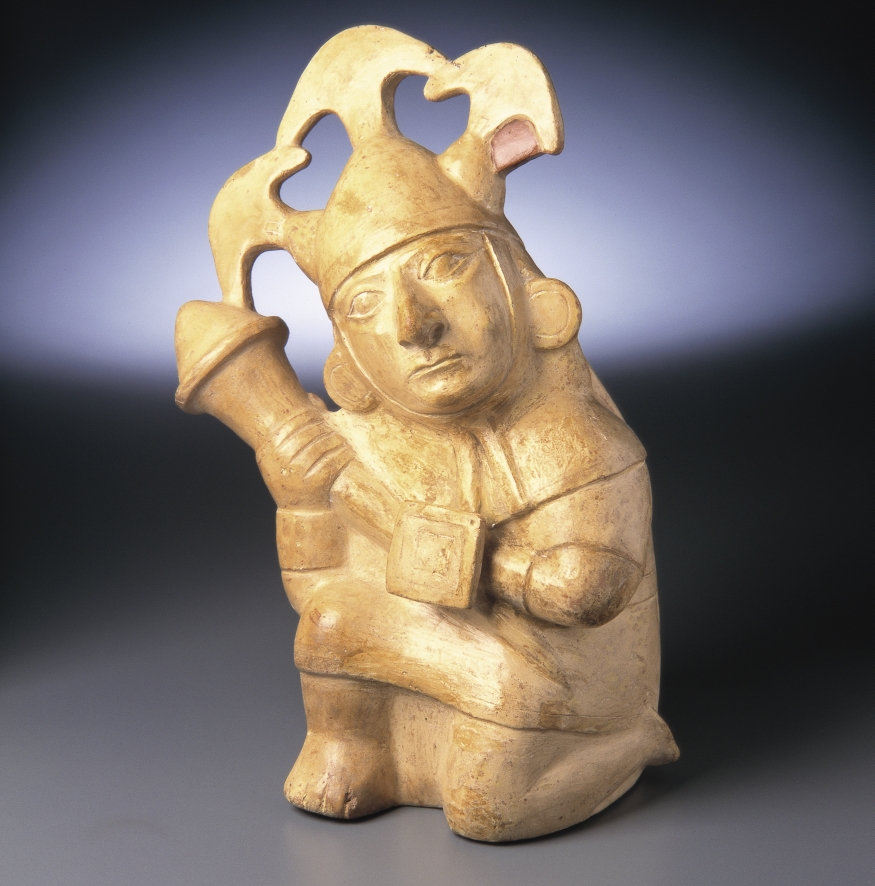
Guerrero mochica equipado con maza y escudo.

Esta etapa de la historia prehispánica tuvo diversas denominaciones a lo largo de la historia. Para Uhle fue la «etapa de las culturas protoides» (protochimu, protonazca, etc.), mientras que para Tello fue la «segunda época» o la «3.ª civilización del litoral».

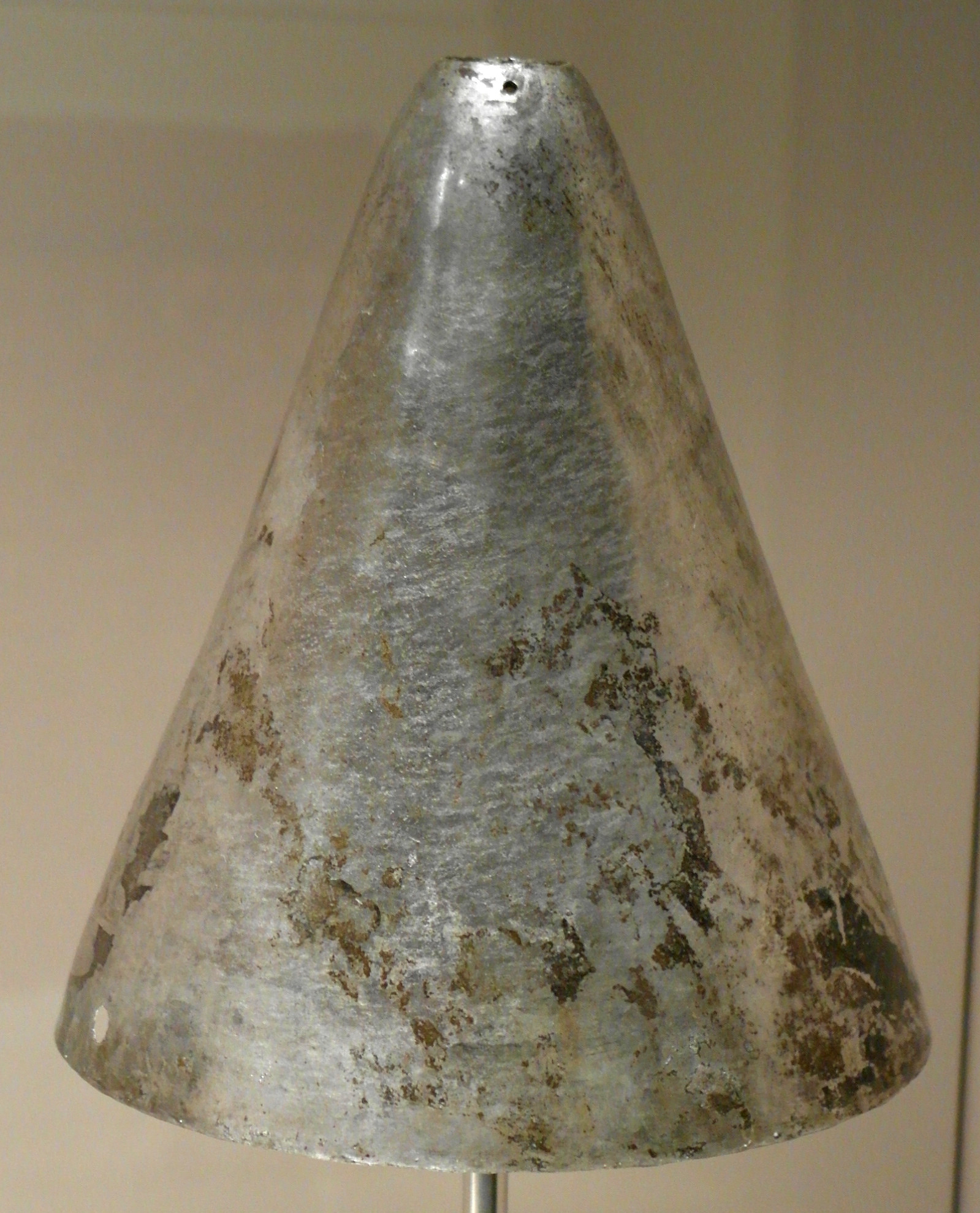
Casco ceremonial mochica de plata.

Pero fue J. Rowe quien acuña el término «Intermedio Temprano», etapa que posteriormente Bennett y Bird propusieron que se dividiera en: experimentadores y maestros artesanos.

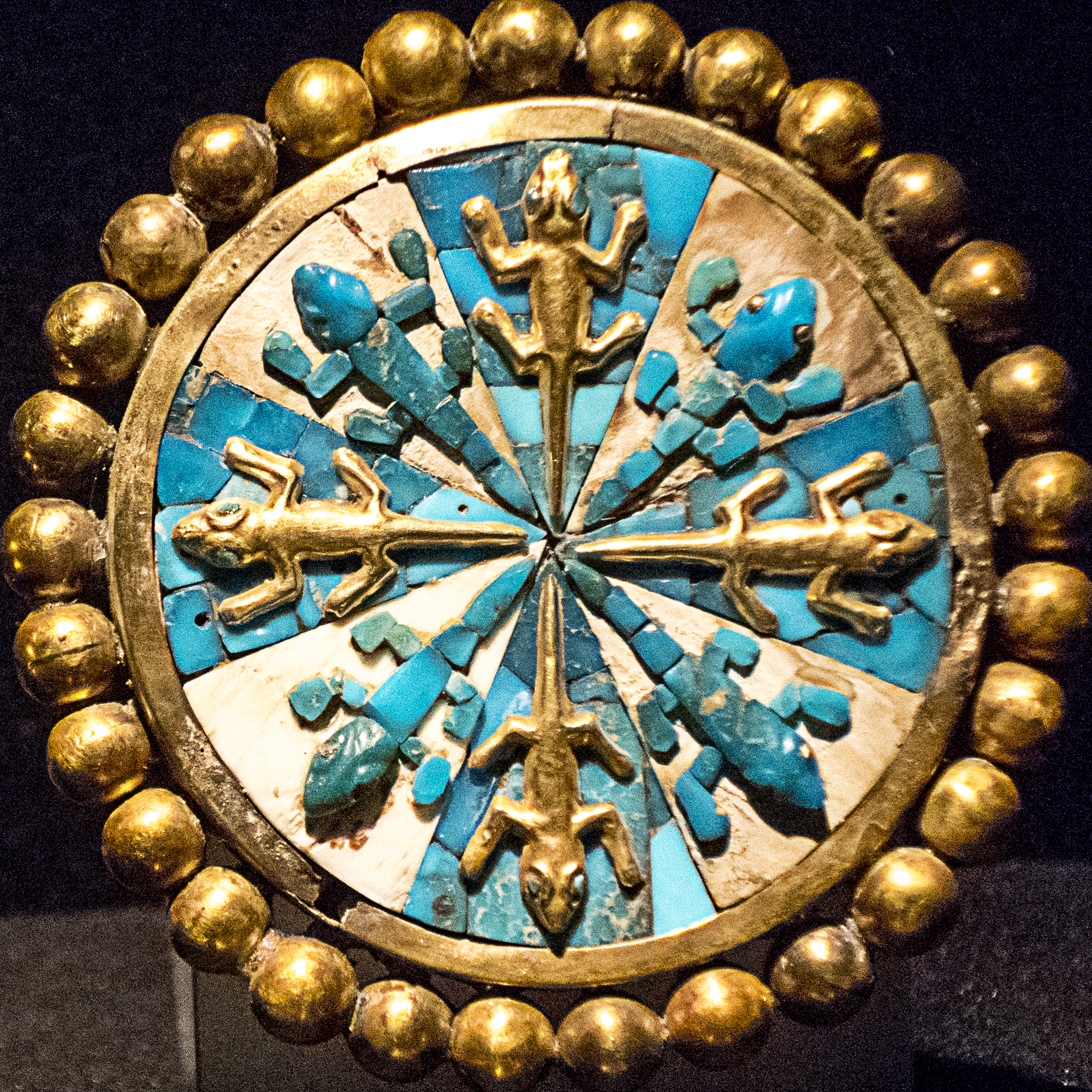
Orejera mochica de oro y turquesas.

En 1959, Steward y Faron propusieron que esta etapa debería denominarse «etapa de los estados regionales», luego en 1962 Collier lo denomina «periodo clásico» y en 1969, Luis Lumbreras lo denomina «desarrollos regionales».
Las evidencias arqueológicas que caracterizan a esta etapa son el desarrollo artístico avanzado, una marcada diferenciación social, jerarquización de las deidades, desarrollo arquitectónico público-monumental, comercio de artículos exóticos y materias primas a larga distancia, crecimiento demográfico sostenido; por todo esto G. Willey y P. Phillips sostienen que esta etapa es el inicio del urbanismo en América (tanto en el área mesoaméricana como en los Andes centrales); sobre el incremento demográfico en este período, Lanning sostiene que la población en la costa moche superó los 2 millones de habitantes.

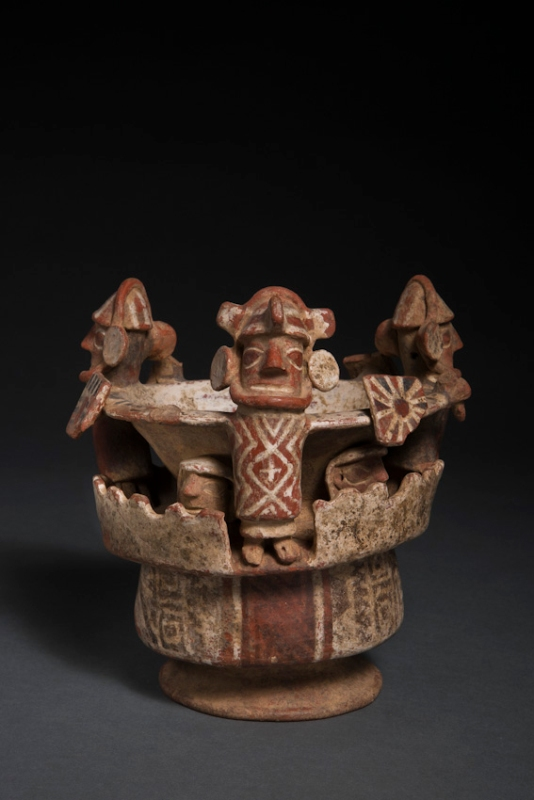
Paccha recuay.

Pero no todos los desarrollos culturales alcanzaron estos niveles de complejidad, y claramente destacan dos civilizaciones durante este período por su consolidación como estado: cultura mochica y tiahuanaco; ambos con desarrollos estilísticos y políticos distintos, en condiciones geográficas distintas.

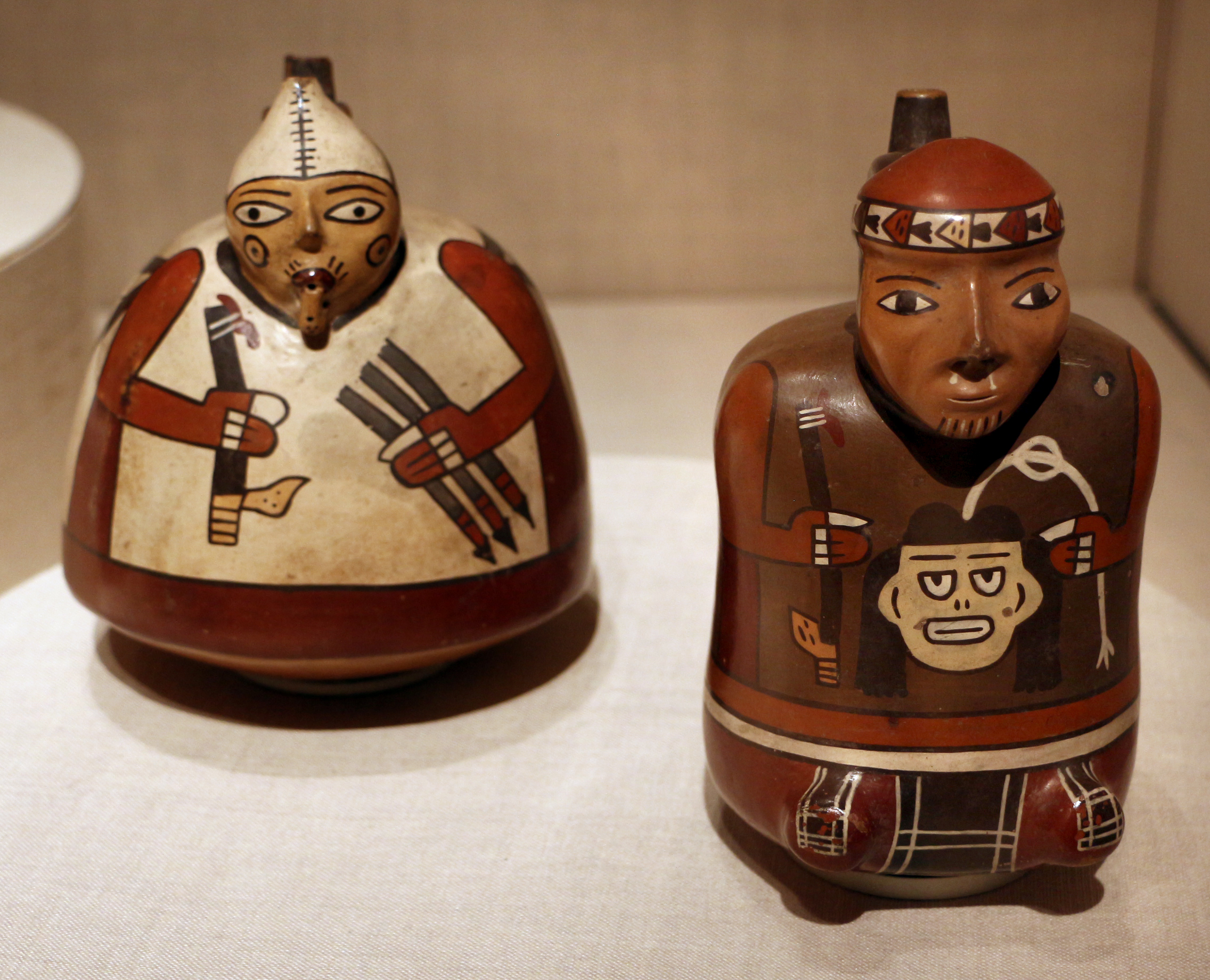
Cerámica nazca que representa a guerreros equipados con armas y cabezas-trofeo.

Durante este período coexistieron los vicús, gallinazos y cajamarcas; cercanos a los mochicas. En el caso de los mochicas existen evidencias de su arquitectura monumental de forma piramidal y entierros que dan a entender la existencia de patrones fúnebres estatales y religiosos, aunque todavía se desconoce cuál habría sido su capital.
Más al sur, los tiahuanaco mostraron un desarrollo sociopolítico sin precedentes, superando las dificultades que representaba su entorno ecológico (el altiplano sobre los 3800 m s. n. m.). Según estudios hechos por Kolata, los tiahuanaco desarrollaron una agricultura con excedentes que permitieron la subsistencia de la élite. A diferencia de los mochicas, los tiahuanaco tuvieron un control vertical de los ecosistemas con enclaves en las yungas del pacífico y de la vertiente amazónica, además de controlar el pastoreo de altura en la meseta del Collao.
Otras civilizaciones que llegaron a un nivel de complejidad cultural considerable durante este período fueron los limas, nazcas, huarpas y recuayes, todas en el actual Perú.

### Horizonte Medio

Mapa de la máxima expansión de Huari y Tiahuanaco.

Durante este período surge el fenómeno político huari y se consolida la expansión tiahuanaco. La religión de Tiahuanaco y sus estilos alfareros se expanden fuera de su territorio alcanzando en sus inicios al Estado huari, poco después Huari consolida sus propios estilos artísticos y los irradia reafirmando su presencia política en gran parte de los Andes.

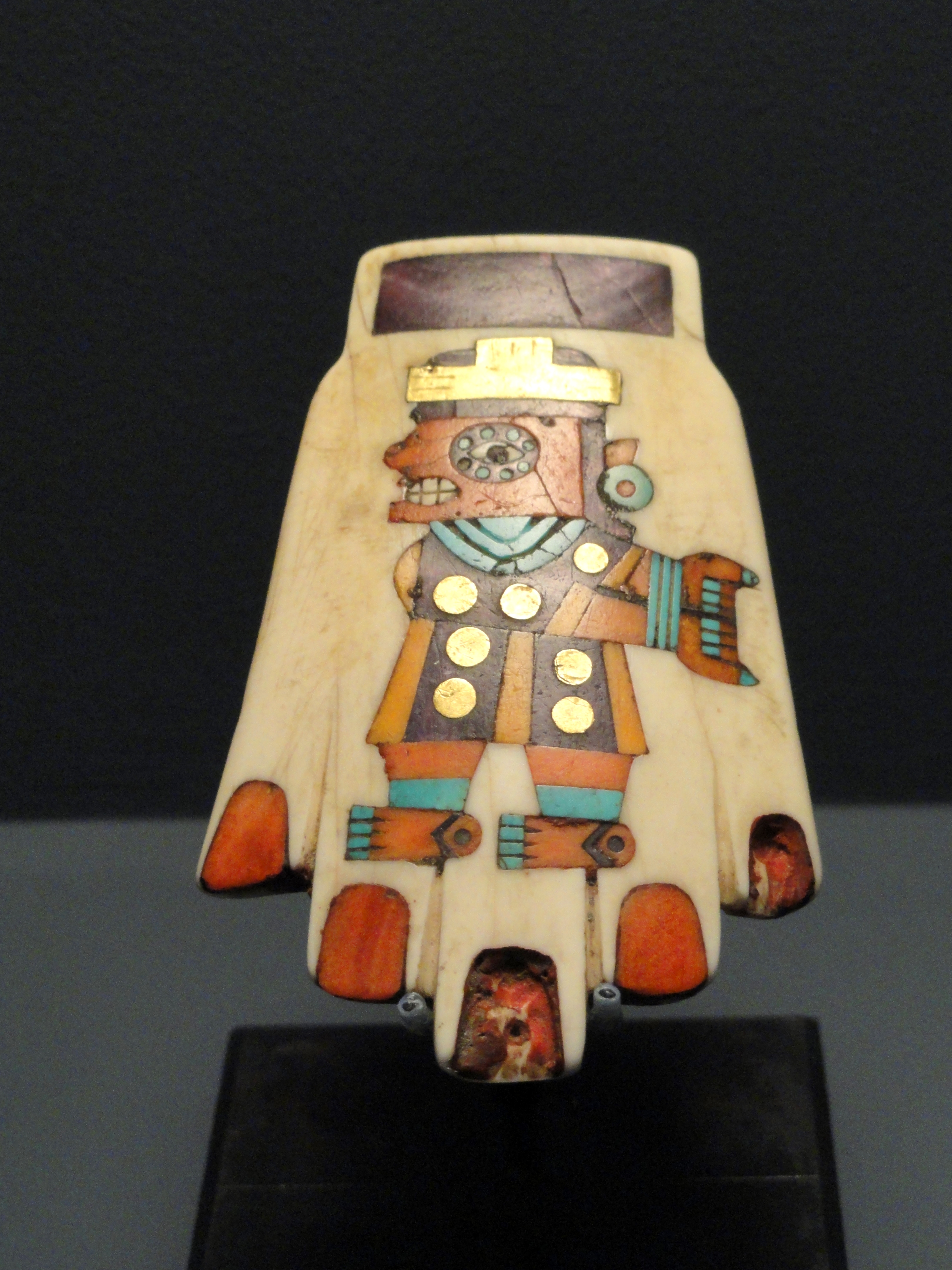
Mano ornamental huari.

Este período se caracteriza por la institucionalización del ejercicio del poder y la profundización de la religión, esto durante el 550 y 900 d. C. (aunque un existen discrepancias sobre los posibles ocasos de los huaris y los tiahuanaco).

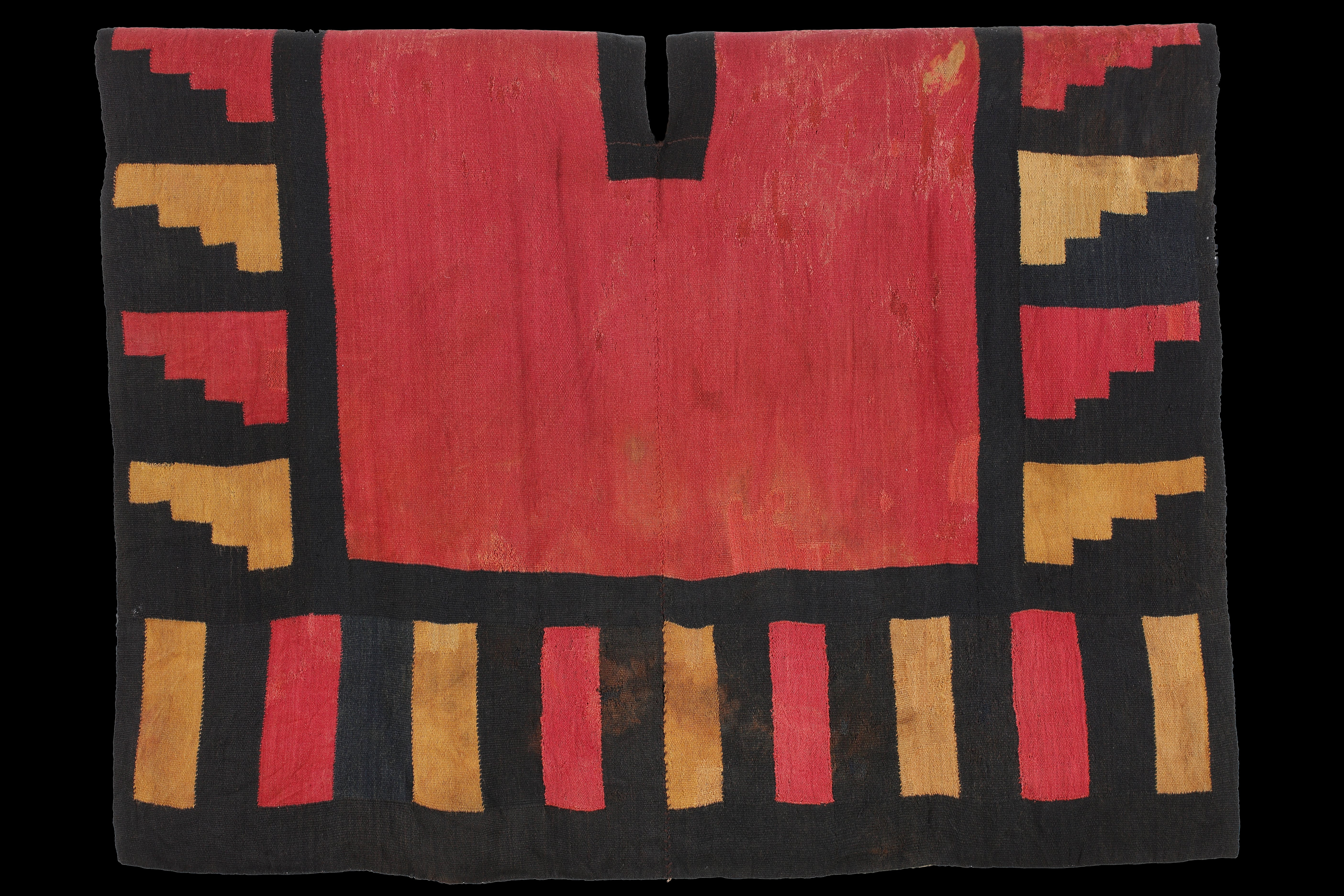
Camisón huari con influencia nazca.

Si bien es cierto, la institucionalización del poder en las civilizaciones andinas ya se había dado en épocas anteriores, es durante este período en el que alcanza un alto grado de complejidad que hasta la llegada de los españoles solo sería superado por los incas. Por esto, las etapas anteriores son tomadas como de experimentación política, y el horizonte medio como la etapa final; a partir de aquí en adelante las civilizaciones del área central andina reinterpretaron los patrones sociales y religiosos alcanzados por los huaris y los tiahuanaco.

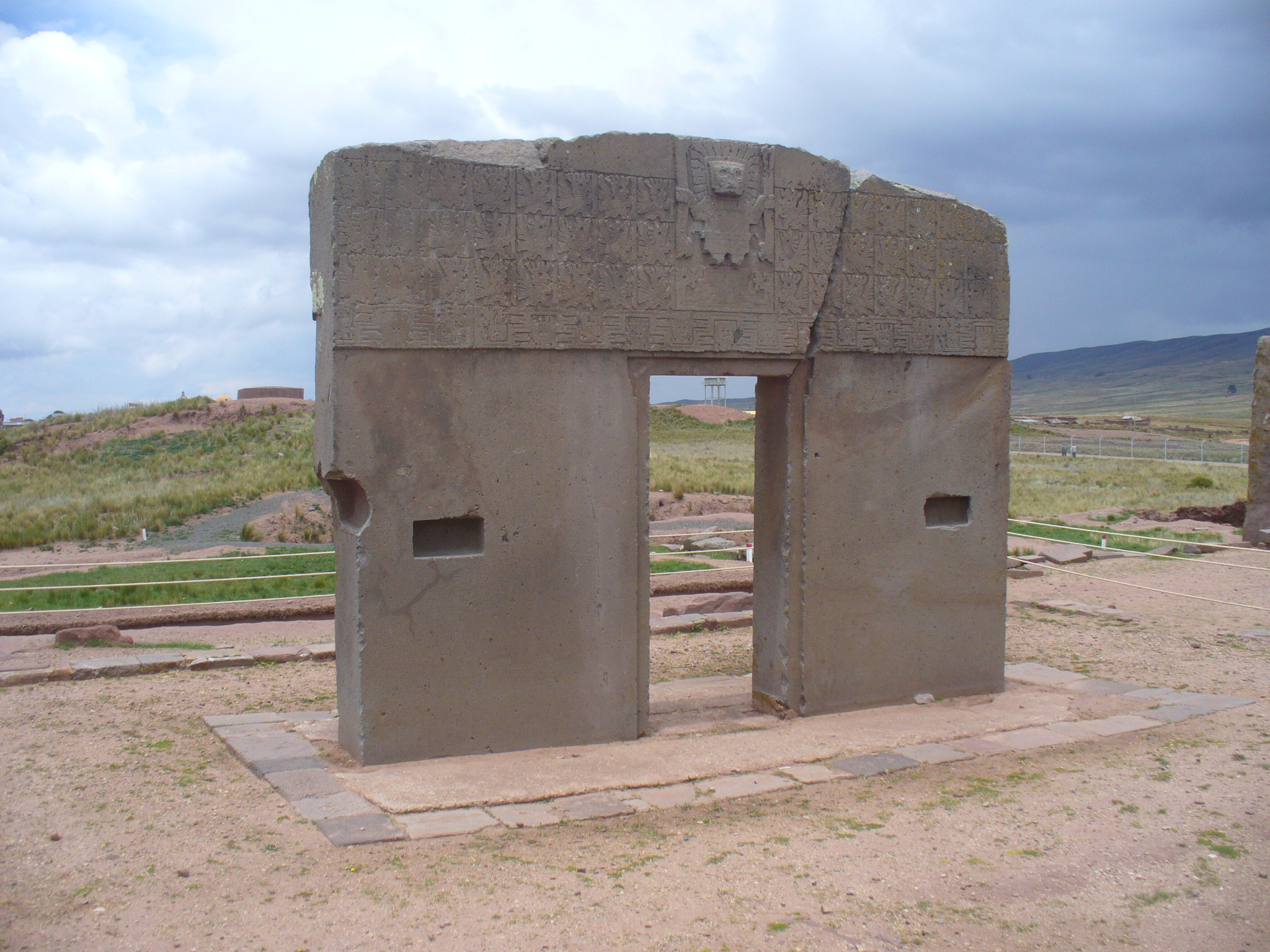
Puerta del Sol en Tiahuanaco

Existen teorías que sostienen que el colapso de los huari y tiahuanaco sobreviene luego de un periodo prolongado de sequías en los Andes centrales.
Una sequía afectó gran parte de la zona central andina correspondiente a los actuales Perú, Bolivia y norte de Chile; la disminución de la pluviometría inicia hacia el año 950 d. C. y acentuándose en el 1100 d. C., los niveles altos de pluviosidad se restablecen en el 1300. Los datos sobre esta sequía los proporcionó un estudio hecho en el nevado Qelqaya por Thompson, y sus resultados fueron utilizados por Kolata, Moseley y Shimada para explicar los cambios sociopolíticos que propiciaron el colapso de las civilizaciones y el proceso de reestructuración cultural que afrontaron luego las sociedades del área central andina.

### Intermedio Tardío

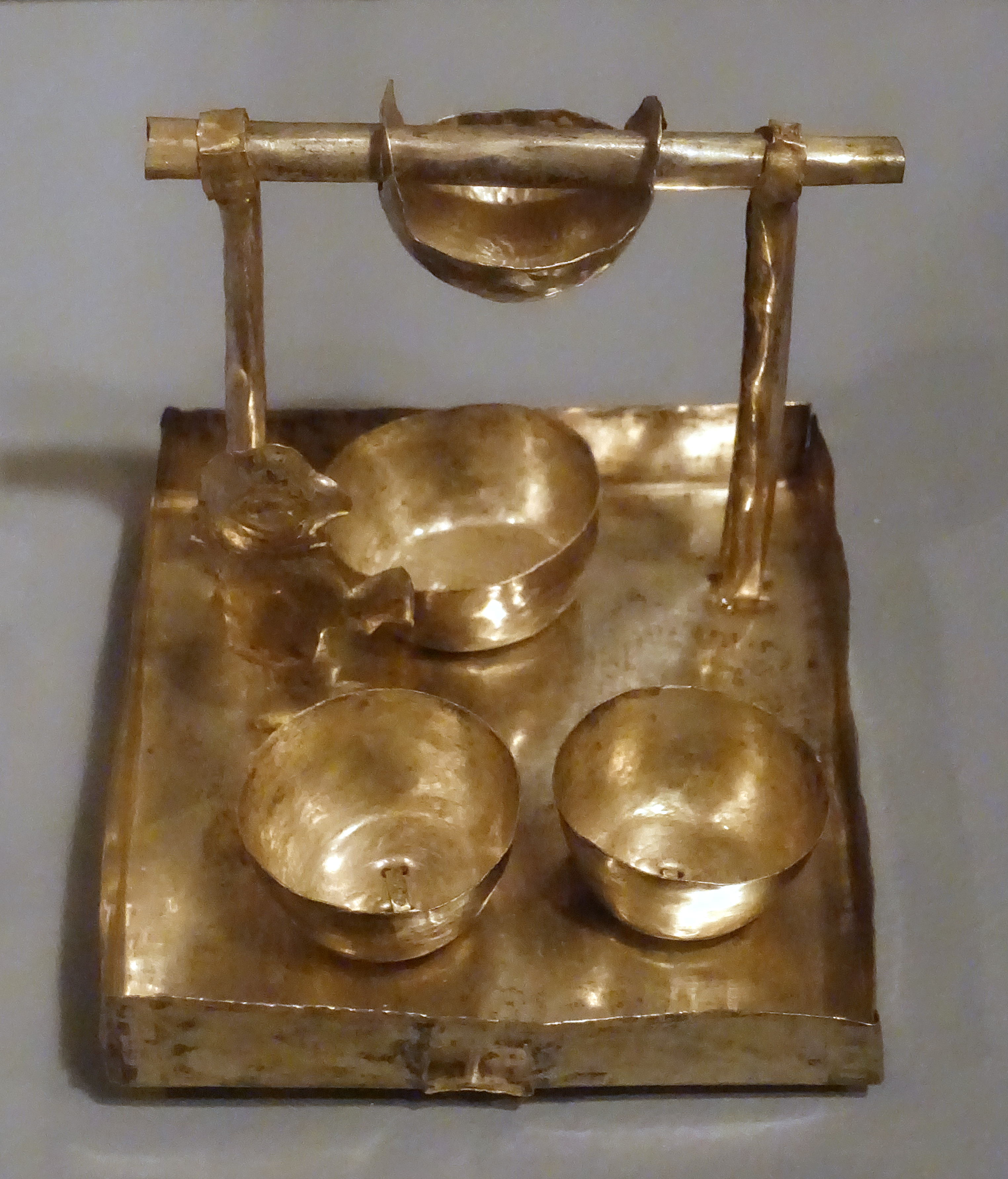
Set de cuencos chancay para chicha

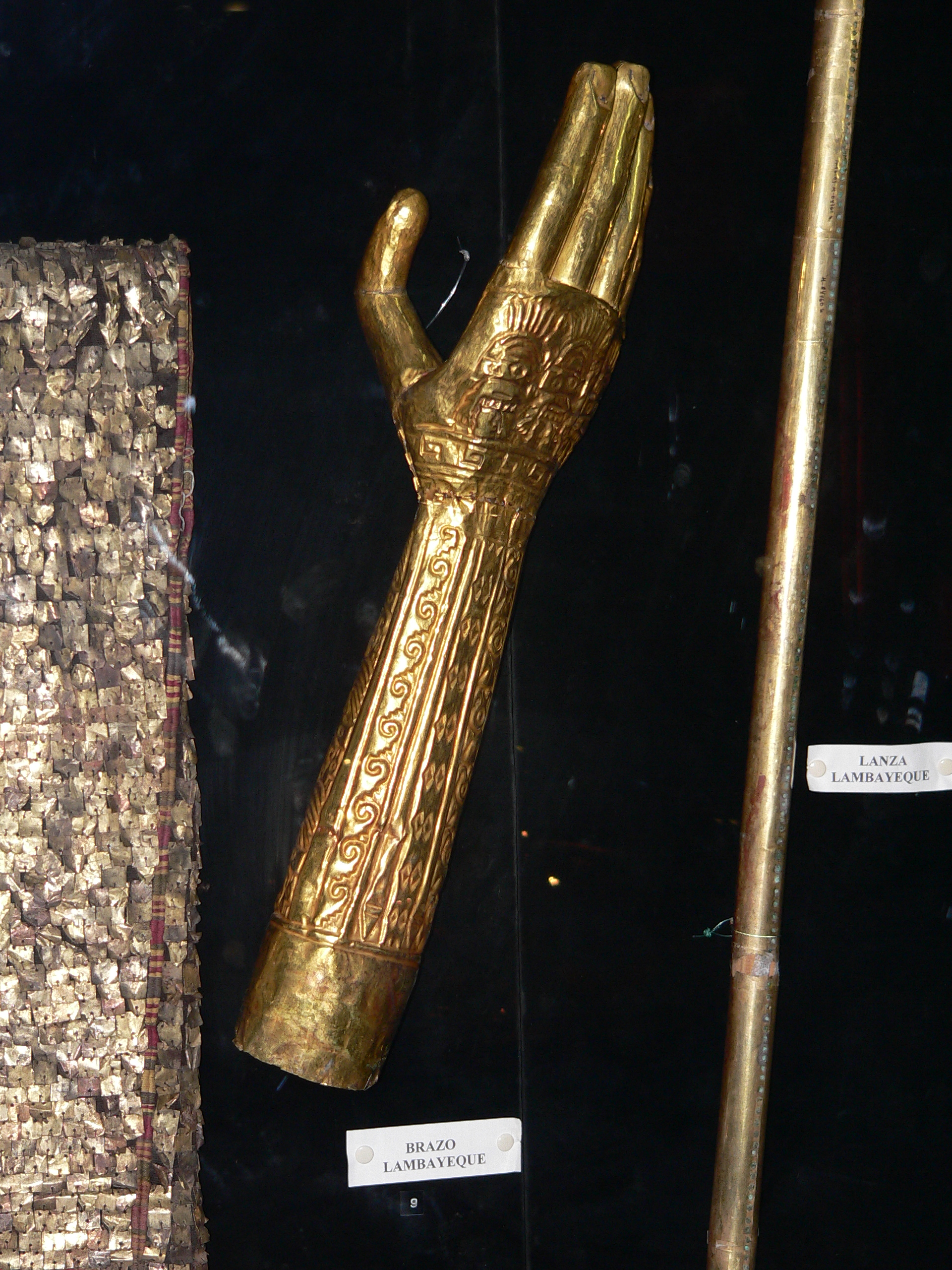
Guantelete sicán

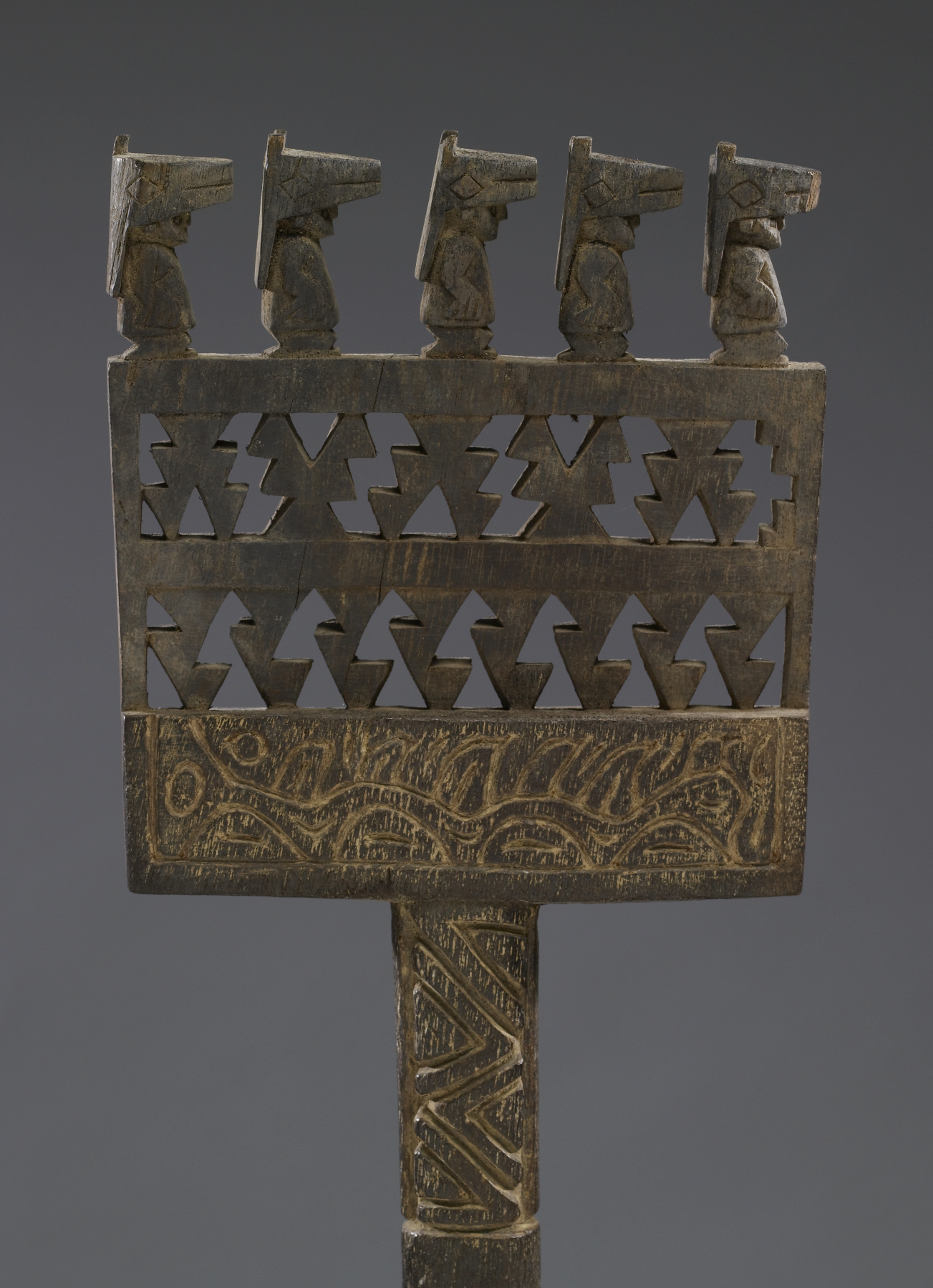
Pala de "remo" ceremonial

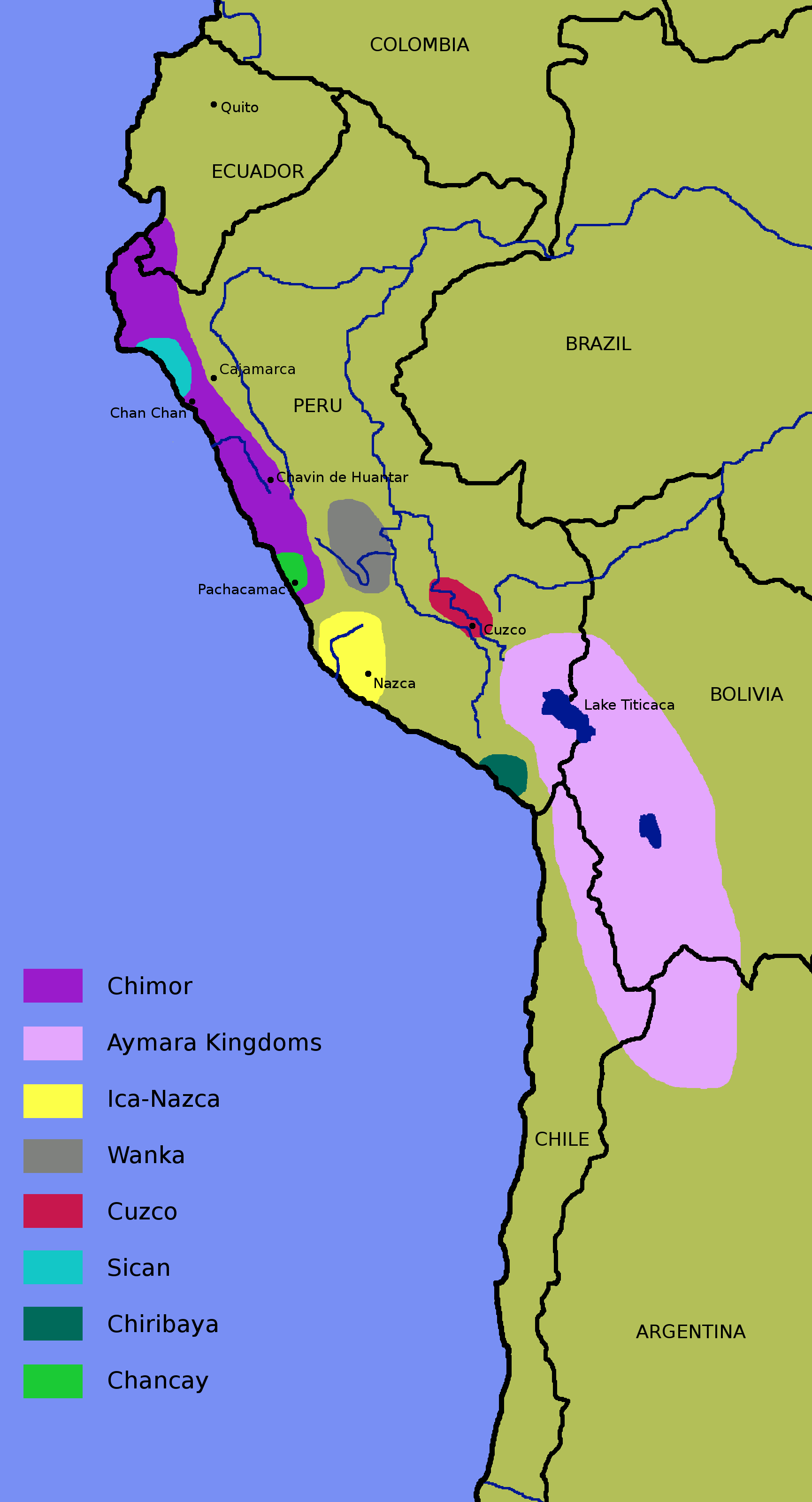
Principales culturas en el periodo del Intermedio Tardío.

Luego del colapso de las culturas huari (900 d. C.) y tiahuanaco (1100 d. C.), las sociedades del área central andina entraron en crisis; algunos autores consideran que hubo un proceso de involución cultural. El área inició un proceso de reorganiazación de sus patrones culturales, los pueblos se reúnen en pequeñas aldeas y se observan restos arqueológicos que afirman que durante los inicios de este período las aldeas procuraron la seguridad.
En las zonas altas de los Andes, se procuró construir en laderas de los cerros o en las cimas de estos; teniendo preferencia por las zonas húmedas. Es notable que durante este período, salvo algunas excepciones, las culturas sobre los 1000 m s. n. m. no alcanzaron grandes sistemas de complejidad política al nivel de Huari o Tiahuanaco. Aunque los restos arqueológicos de este período nos proporcionan algunos fenómenos urbanísticos notables como Choquepuquio (cultura killke), Hatun Colla (cultura colla) o Iskanwaya (cultura mollo).
En la costa se vivió una realidad completamente distinta a la de las zonas altas, y por lo menos dos civilizaciones alcanzaron estabilidad política y complejidad cultural, estos son los casos de Chimú y Chincha.

### Horizonte Tardío

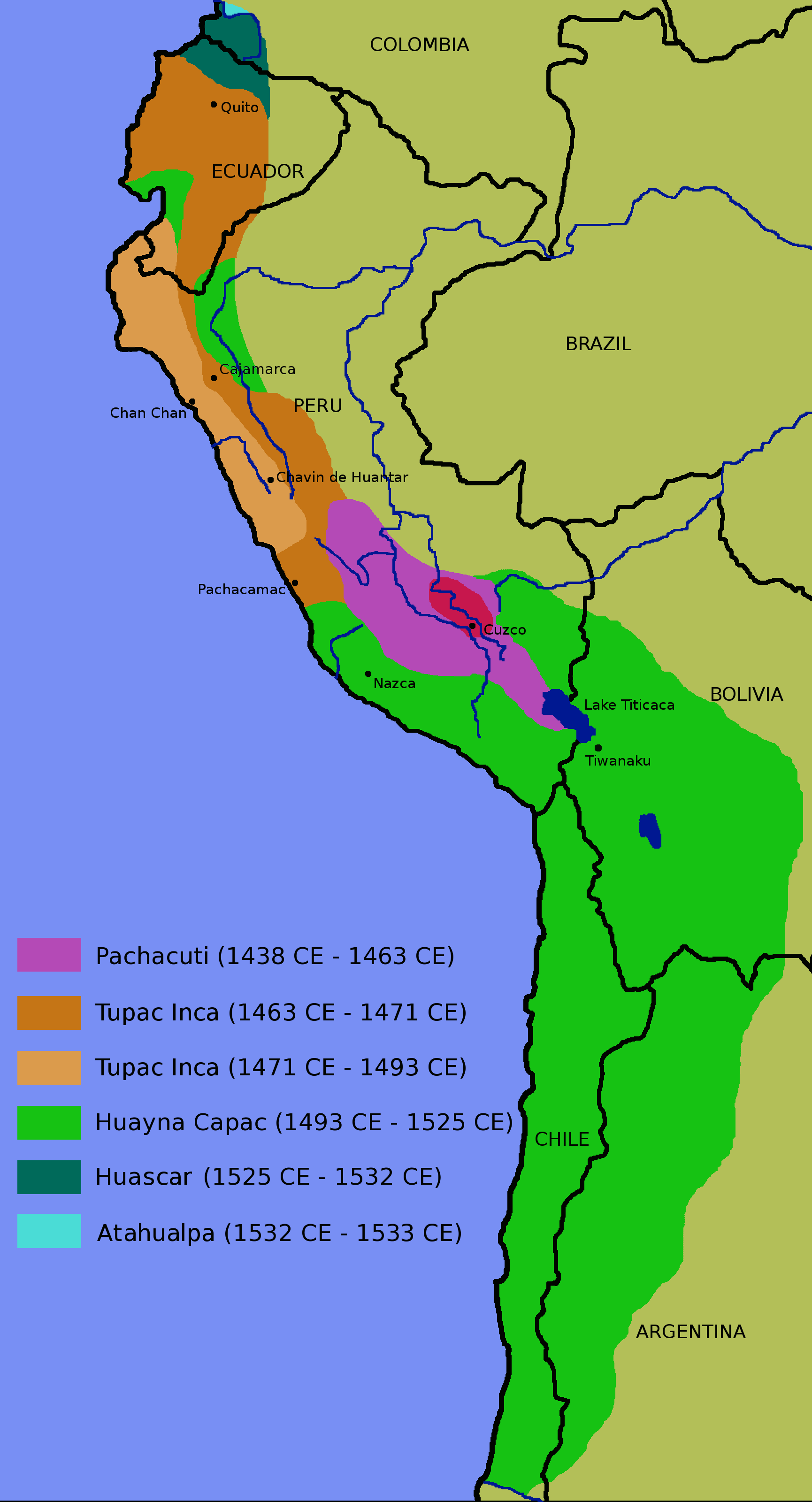
Expansión del Imperio incaico (1438–1525).

El Horizonte Tardío está comprendido desde la victoria de los incas, dirigido por el auqui (príncipe incaico) Cusi Yupanqui (Pachacuti), sobre los chancas ocurrida en la batalla de Yahuarpampa hasta el inicio de la conquista española del Imperio incaico con la captura del inca Atahualpa ocurrida en Cajamarca. Coincide con la expansión y el desarrollo del Tahuantinsuyo. 
El Tahuantinsuyo representó el imperio más grande de América del Sur, agrupando a las diversas culturas andinas en un estado centralizado que dejó su legado cultural y arqueológico desde el sur de la actual Colombia hasta el norte de Chile y Argentina. Desde las urbes como Cuzco y Machu Picchu hasta la inmensa red de caminos y tambos recorriendo todo el imperio, este período se destacó por sus construcciones monumentales y la centralización del poder en el monarca del Tahuantinsuyu, el inca.
Además de los incas, podemos destacar varias otras culturas de este período, como los muiscas en la actual Colombia.

### Después de la Conquista
Los acontecimientos de la guerra civil incaica y el periodo transicional dieron fin al periodo autónomo de desarrollo andino. Sin embargo, su legado cultural trascendió el período prehispánico. El quechua, el idioma oficial del Imperio incaico, se convirtió en una lengua franca en Sudamérica. Muchos de los nobles en el virreinato del Perú fueron de origen incaico, así como parte de la administración de la nueva colonia, al no haber suficientes españoles para administrar tal vasto territorio. Las costumbres de los pueblos andinos sobrevivieron a la conquista; las diversas tradiciones religiosas y culturales de los pueblos andinos fueron sincretizadas con aquellas introducidas por los españoles, creando un «catolicismo andino» que posee una impronta particular.
Durante las luchas de la independencia hispanoamericana, los independentistas sudamericanos adoptaron las ímagenes de las culturas andinas a modo de reforzar su patriotismo:

En sus proclamas en sus boletines, en sus bandos, en sus manifiestos, en los artículos de su prensa periódica, en sus cánticos guerreros, los patriotas de aquella época invocaban con entusiasmo los manes de Manco Cápac, de Moctezuma, de Guatimozín, de Atahualpa, de Siripo, de Lautaro, de Caupolicán y de Rengo, como a los padres y protectores de la raza americana. Los incas, especialmente, constituían entonces la mitología de la revolución. Su Olimpo había reemplazado al de la Grecia antigua: su sol simbólico, era el sagrado de Prometeo, generador de patriotismo. Manco Cápac, el Júpiter americano que fulminaba los rayos de la revolución y Mama Ocllo, la Minerva indígena que brotaba de la cabeza del padre del nuevo Mundo fulgurante de majestad y gloria.
Mitre, Bartolomé. Historia de Belgrano y de la independencia Argentina

Esto es visible en la adopción del Sol de Mayo, inspirado en el dios Inti incaico, en las banderas de Argentina, Uruguay, y la primera bandera de Perú.
En la actualidad, el patrimonio cultural de las civilizaciones prehispánicas sigue presente, y es causa de movimientos artísticos, culturales y políticos en los países andinos como Bolivia, Perú, Argentina, Chile, Colombia y Ecuador.

## Galería

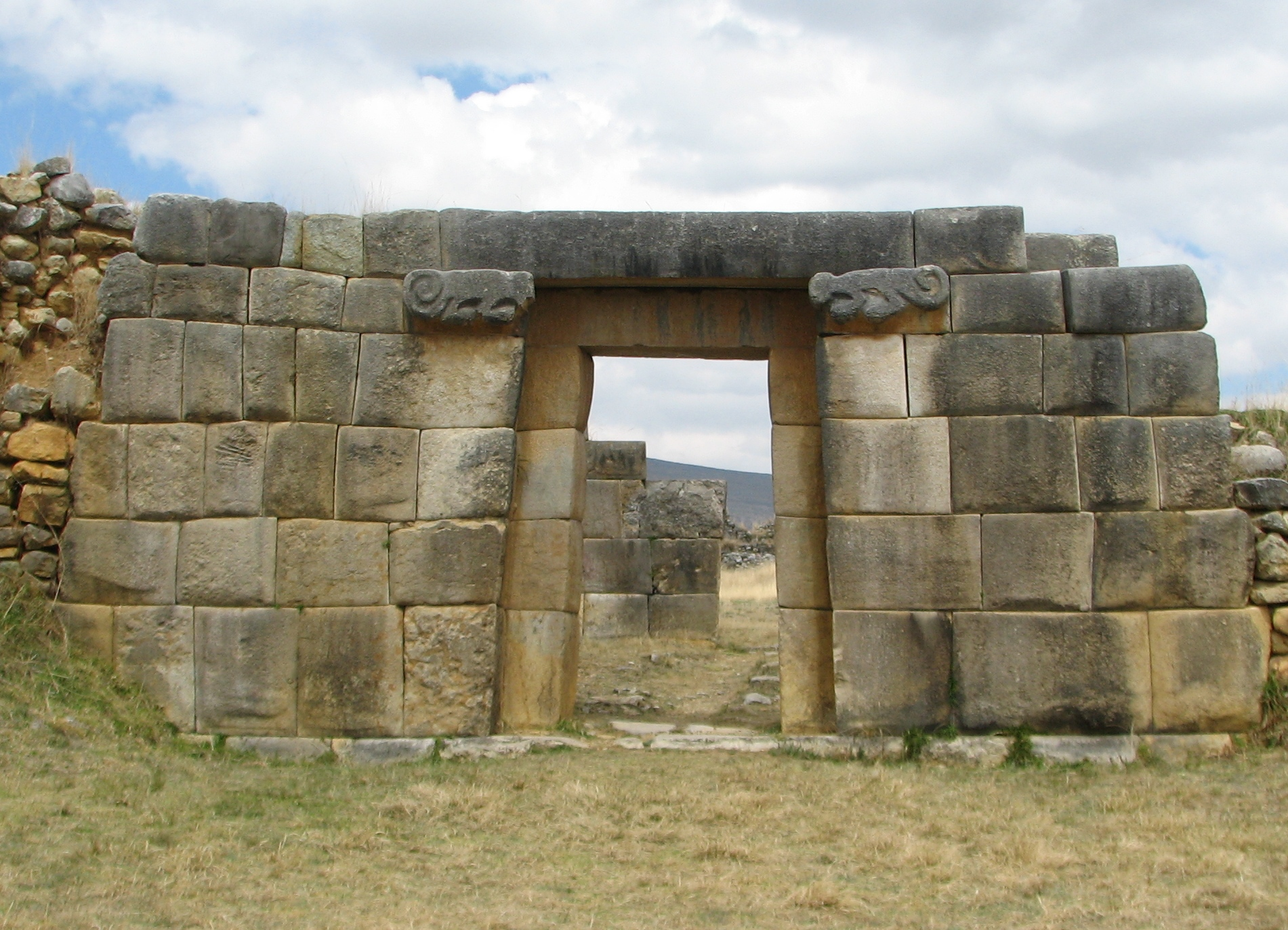
Portada de Huánuco Pampa
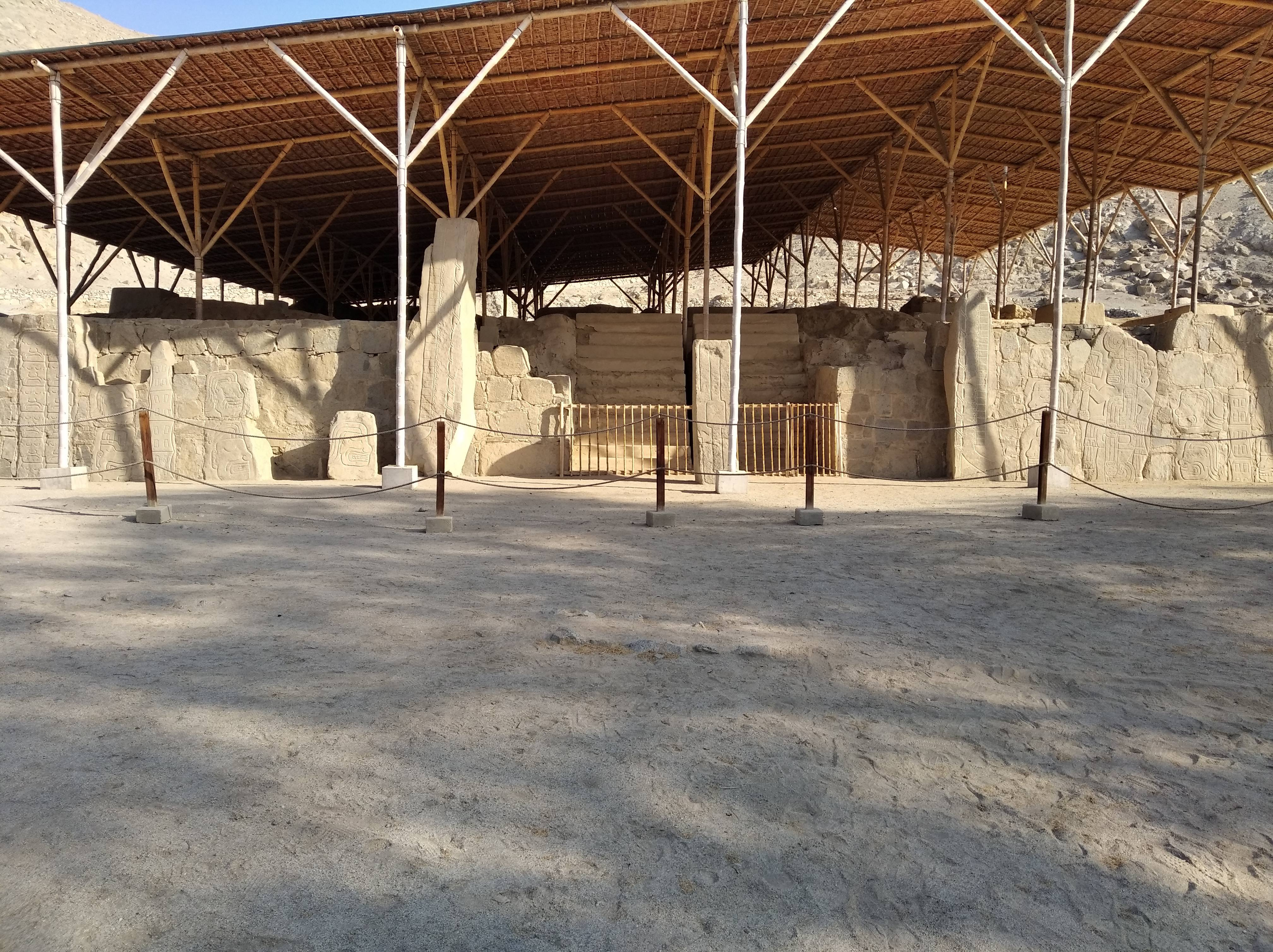
Fachada del templo principal de Cerro Sechín
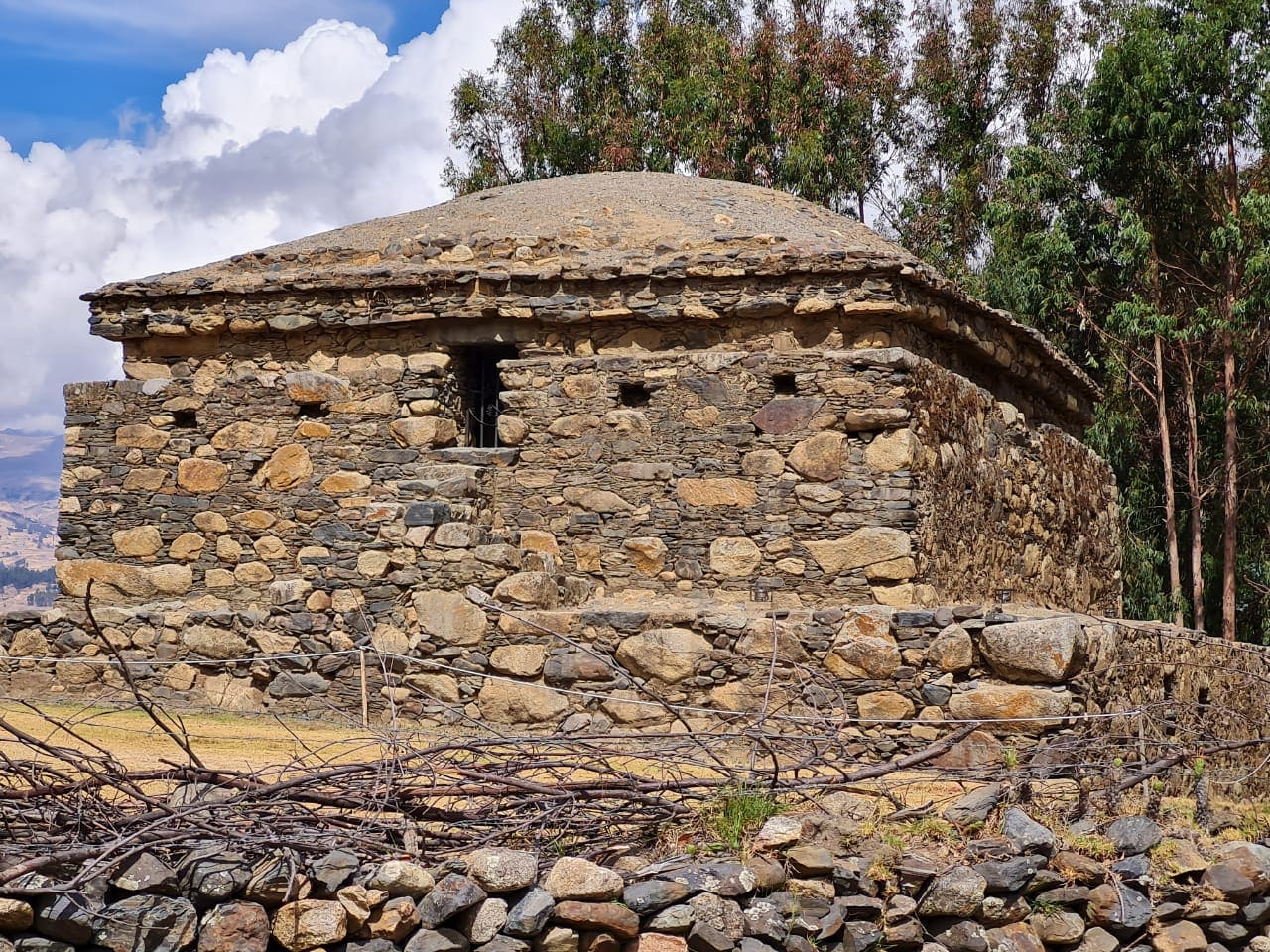
Mausoleo en Huilcahuaín
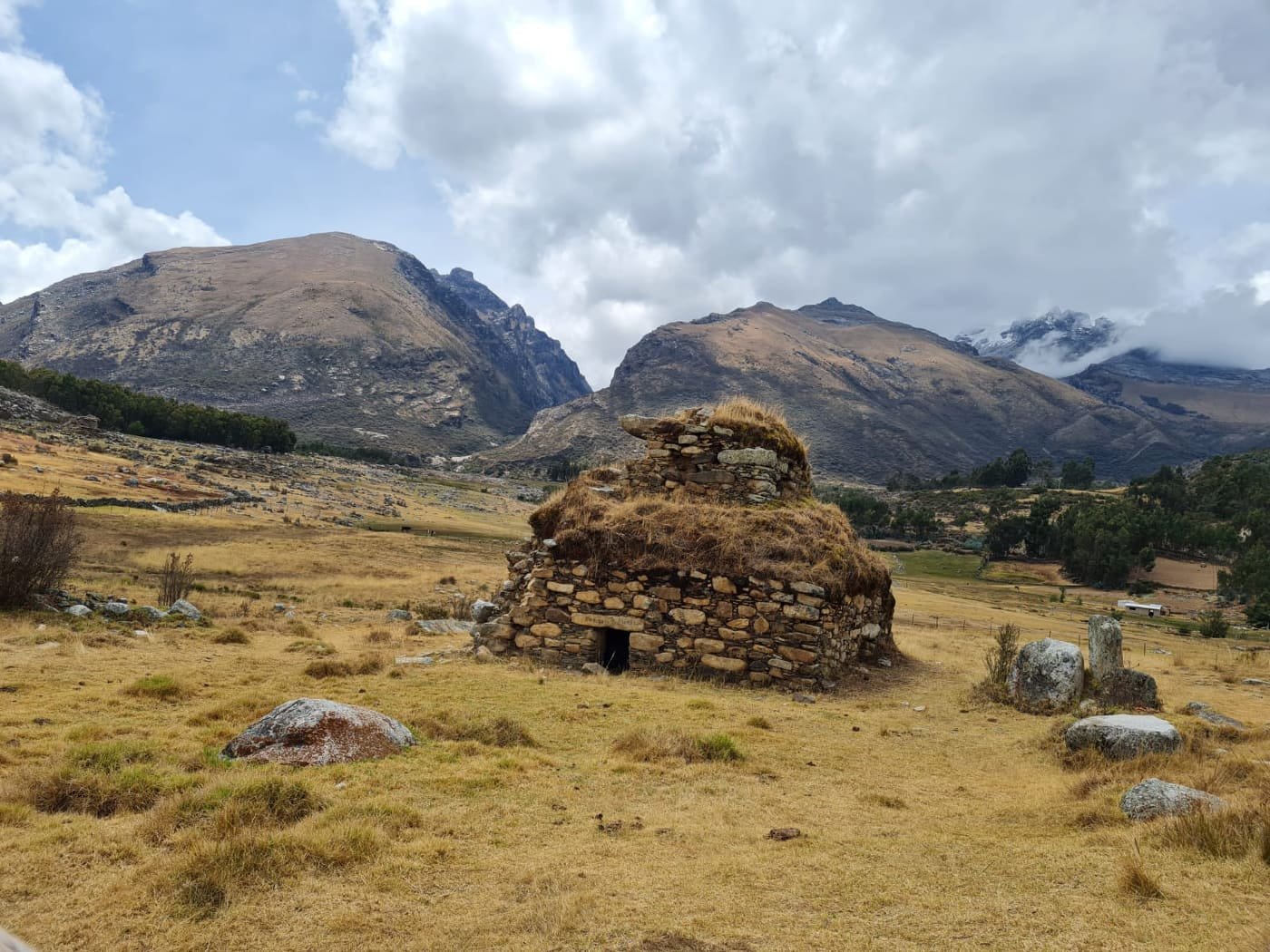
Torreón en Honcopampa